# 東京女子流
東京女子流（とうきょうじょしりゅう、英: TOKYO GIRLS' STYLE）は、日本の女性ダンス&ボーカルグループである。エイベックス・マネジメント所属、レーベルはavex trax。ファンの総称及びファンクラブの名称はAstalight（アスタライト）である。

## メンバー
フォーメーションは左から（小西、）山邊、新井、中江及び庄司。2012年の日本武道館ライブで生年月日が公表された。2014年3月に山邊から庄司にリーダーを交代した。
| 氏名                     | 生年月日（年齢）      | 出身地 | 担当               |
| ------------------------ | --------------------- | ------ | ------------------ |
| 山邊未夢 やまべ みゆ     | 1996年6月24日（29歳） | 千葉県 |                    |
| 新井ひとみ あらい ひとみ | 1998年4月10日（27歳） | 宮城県 | 副リーダー         |
| 中江友梨 なかえ ゆり     | 1997年6月28日（28歳） | 大阪府 | ステージ・リーダー |
| 庄司芽生 しょうじ めい   | 1997年7月2日（28歳）  | 山形県 | リーダー           |

### 旧メンバー
| 氏名                   | 生年月日（年齢）       | 出身地 | 担当               |
| ---------------------- | ---------------------- | ------ | ------------------ |
| 小西彩乃 こにし あやの | 1997年12月15日（27歳） | 大阪府 | ボーカル・リーダー |

2015年6月26日以降持病の腰痛が悪化した為活動休止していた。同年12月28日付で卒業、芸能界引退。

## 略歴
2009年
12月1日、日本の複数のメディアにより、エイベックスが新たなガールズグループを結成すること、およびその詳細は2010年1月1日まで明らかにされないことが発表された。
2010年
2010年1月1日から5日までメンバーひとりずつの情報が公開され、6日には公式サイトが開設された。同レーベルがSweetS以来、7年ぶりに送り出したガールズグループ である。
2月7日、SHIBUYA O-nestで初のライブを行い、以後ほぼ2週間に一度の割合で単独ライブを行っている。2010年には19回を数えた。
2月11日、下北FMの『DJ Tomoaki's Radio Show!』に出演し（活字、インターネット以外の）メディア初登場となる。
3月27日、インターネット番組「アメスタ/Ameba Studio Show」 原宿公開スタジオに生出演。
4月29日、同じレーベルのグループAAAのツアー『AAA Heart to ♥ TOUR 2010』に参加した。
5月5日、デビュー・シングル「キラリ☆」を発売。
5月30日、NHK「『MUSIC JAPAN』に出演し テレビ初登場となる（収録は5月17日）。
8月、夏休みということで、1か月で20以上のライブ、イベントに出演。多くはUstream配信され、期間限定でアーカイブも残された。
9月公開の映画『君が踊る、夏』のイメージソング「きっと 忘れない、、、」を歌う。この曲は「ヒマワリと星屑」とともに初の両A面シングルとして10月6日に発売され、オリコンウィークリーチャート最高19位を記録した。
10月17日、シングル「ヒマワリと星屑/きっと 忘れない、、、」のインストアイベントで訪れた石丸電気に残されていた忘れ物を届けて手羽先をおごってもらうため、ももいろクローバーの名古屋ライブに参加。
10月24日、DJハローキティのリリースイベントにバックダンサーとして参加。
2011年
1月1日、公式ファンクラブ「Astalight*（アスタライト）」 を発足。
2月9日、以前からライブで歌っていたSweetSの楽曲「Love like candy floss」をアレンジを変え、第5弾シングルとしてリリース。自身初のカヴァー曲のシングルとなる。なおこの曲のもとのバージョンは結成当時初めて5人で練習した曲であるという。
3月19日、定期ライブが行われる予定だったが、3月11日に発生した東北地方太平洋沖地震（東日本大震災）の影響により中止。
5月4日、11曲入りの1stアルバム『鼓動の秘密』をリリース。
アルバムリリースに前後してゴールデンウィークに全国4か所（大阪、東京、名古屋、広島）のCLUB QUATTROを巡るツアー『東京女子流 1st JAPAN TOUR 2011 〜鼓動の秘密〜』を開催。
5月18日、両A面シングル「鼓動の秘密/サヨナラ、ありがとう。」を第6弾シングルとしてリリース。
6月3日、台湾で『心跳的秘密』（鼓動の秘密）でアルバムデビュー。翌週、香港でも発売された。中国語繁体字による公式サイトも公開された。
6月、『avex kids Project キラット☆エンタメ チャレンジ コンテスト 2011 SUMMER』のオフィシャルサポーターに就任 し、以後関連のイベントなどに出演。
6月19日、東日本大震災の影響で中止になった3月19日に予定されていた定期ライブの振替公演を行い、「定期ライブseason1（全23回）」を終了した。season2はカバー曲をすべて入れ替えて7月31日から行われた。
7月16日、この日オープンしたアキバ☆ソフマップ1号店内の「マップ劇場」に7月25日から8月29日まで月曜レギュラーで出演した。オープン初日の記念イベント「マップ劇場オープン記念3Days」に出演した。
8月10日、この日発売のZONEのトリビュート・アルバム『ZONEトリビュート〜君がくれたもの〜』に「僕の手紙」で参加。
8月24日、両A面シングル「Limited addiction/We Will Win! -ココロのバトンでポ・ポンのポ〜ン☆-」をリリース。このリリース日前日にインストアイベントとしては異例の横浜BLITZでの持ち歌全曲を歌うスペシャルライブを実施。なお「We Will Win!」は7月9日 よりテレビアニメ『プリティーリズム・オーロラドリーム』の第2期エンディングテーマとして使用され、自身がその実写映像に登場。オリコンチャート最高11位を記録し、当時の自己ベストを更新した。
10月22日、初のホールコンサート『CONCERT*01 『Limited addiction』』（天王洲 銀河劇場）で昼・夜公演を行った。
11月より新番組を加え、不定期生番組と合わせUstream配信が毎週6回程度されるようになった。
11月23日、両A面シングル「Liar/W.M.A.D」をリリース。その前日再び横浜BLITZでインストアイベントを行うことになっていたが、当日はももいろクローバーZのライブとのダブルブッキングとなったためももクロと5番勝負を行う合同ライブを開催した。
12月18日、フランス・Nolifeのテレビ番組『Japan in Motion』（第6期）に出演することが発表された。
12月24日、「CONCERT*02『Christmas Live 2011』」を中野サンプラザで行う。
2012年
1月17日、フランスでの『Japan in Motion』の放送が開始。
2月、小西彩乃が右足骨折のため2月中の活動を休止。3月6日の横浜BLITZでのイベントより復帰した。
3月7日、9thシングル「Rock you!/おんなじキモチ -YMCK REMIX-」発売。
3月14日、2ndアルバム『Limited addiction』発売。リリース日前日に2011年8月のインストアイベント同様、横浜BLITZでアルバム曲全曲を歌うスペシャルライブを実施。
4月2日、公式サイトをリニューアルし、ファンクラブ「Astalight*（アスタライト）」に有料コースを設ける。
4月6日から始まる平成24年春の全国交通安全運動キャンペーンの大阪府警の広報ポスターに起用される。4月6日のキャンペーンイベントにも参加した。
4月30日より全国6ヶ所（札幌、仙台、大阪、名古屋、福岡、東京）を巡るツアー『東京女子流 2nd JAPAN TOUR 2012〜Limited addiction〜』を開催。最終日5月20日の東京日比谷野外音楽堂公演には「CONCERT*03 『Rock you! 』」 のタイトルがついた。
5月23日、両A面シングル「追憶 -Single Version-/大切な言葉」発売。なお「大切な言葉」はNHK Eテレ・アニメ『はなかっぱ』の2012年度（4月〜6月）エンディングテーマ。
5月27日、Zepp仙台で行う定期ライブ（通算第39回）がseason2のラストとなり、本公演後2ヶ月の活動休止期間に入った（指原莉乃プロデュース『第一回ゆび祭り〜アイドル臨時総会〜』を除く）。活動休止明けは7月26日のお台場合衆国、大竹プロ主催のo-nation出演 とTGS×2.5D PROJECT で復帰した。またファンクラブ対象に8月1日にスペシャルライブを行っている。
6月、前年に引き続き『avex kids Project キラット☆エンタメ チャレンジ コンテスト 2012 SUMMER』のオフィシャルサポーターに就任、7月末より活動。
8月1日、「LolitA☆Strawberry in summer」を10月17日発売の11thシングル「ROAD TO BUDOKAN 2012 〜Bad Flower〜」に先行してレコチョク、iTunes、Amazon.co.jpで配信を開始する。
8月11日、『a-nation musicweek Charge Go! ウイダーinゼリー IDOL NATION』（国立代々木競技場第一体育館）昼・夜公演に出演。関連イベントにも参加。
8月18日、「定期ライブ season3」開始。season3よりUstreamに加えニコニコ生放送でも配信が行われるようになり、「進出」記念と称して同20日に『東京女子流についてのいろいろ勉強会!』を生配信した}。
8月22日、小西彩乃と新井ひとみと中江友梨でアルバム『東京女子カフェ ＃1 a-bossa』に参加 。
8月25日、『a-nation stadium fes. Charge Go! ウイダーinゼリー』（味の素スタジアム）のシューティングアクトに出演。
10月5日・6日、『Japan Travel Fair 2012』（シンガポール）で初の海外で活動。
10月17日、11thシングル「ROAD TO BUDOKAN 2012 〜Bad Flower〜」発売。オリコンチャート最高4位を記録する自己ベストを更新し、初のベスト10入りを果たした。
11月1日、大阪・通天閣の「ポッキー&プリッツの日」のコラボイベントに参加。この日は「ポッキーPR隊」に任命され、1日限定の「大阪女子流」として様々なPR活動を行った。
11月16日、『aoyama christmas circus by avex group 2012』（青山AVEX本社前のクリスマスツリー）グランドオープンセレモニーのスペシャルゲストとして点灯式に参加、パフォーマンスを行う。
12月19日、TRFのトリビュート・アルバム『TRFリスペクトアイドルトリビュート!!』に「Overnight Sensation 〜時代はあなたに委ねてる〜」で参加。また庄司芽生はアイドリング!!!、東京女子流、Dream5、BiS、およびアイドル・プロジェクトiDOL Streetから選抜されたメンバーで結成されたコラボユニット「IRF」のメンバーとしても参加。
12月22日、初の日本武道館単独公演『TOKYO GIRLS' STYLE 『LIVE AT BUDOKAN 2012』』を開催。この中でデビュー時から非公表となっていたメンバー個々の年齢を発表した。これにより、当時女性グループの日本武道館公演として最年少記録を樹立した。
2013年
1月20日、BSフジで初のテレビ冠番組『東京女子流スレスレTV!』が開始。
1月30日、3rdアルバム『約束』発売。
1月31日、「Ustream大賞」（Ustream Asia主催）で、東京女子流のUstream配信『東京女子流 TGS UST.TV』が、視聴者人気投票により2位となる。
3月15日より「HMVアイドル学園presents 日本縦断アイドル乱舞2013 supported by J:COM」に参加し、全国7か所（北海道、大阪、広島、福岡、愛知、宮城、東京）を巡った。この際9nineと「東京9nine流」としてコラボレーションしている。
3月17日、タイでのイベント『J Series Festival』に参加。
3月下旬に初のファンクラブイベントを行う（24日大阪、31日横浜）。
4月5日、福井県勝山市の恐竜大使に任命される。同月26日の任命式に出席し、また関連して同年8月24日に同市で開催される音楽フェスティバル「ダイノソニック」にも出演する。関連商品としてメンバーをイメージした「恐竜ようかん」が発売された。
4月20日より追加公演を含む全国7か所（東京、名古屋、大阪、福岡、仙台、札幌、横浜）・8公演を巡るツアー「東京女子流 3rd JAPAN TOUR 2013 〜『約束』〜 」を開催。
6月5日、12th両A面シングル「運命/ワンダフル スマイル (新井ひとみと松島湾子)」発売。「ワンダフル スマイル」は「新井ひとみと松島湾子」名義の楽曲。前日の6月4日には私立恵比寿中学との合同リリースイベントを行なった。
8月31日、秋田県八峰町の御所の台ふれあいパークで行われる予定だった『白神音祭 -Shirakami Sound Shower-』に出演するため、前日に現地に入りしリハーサルを行ったものの、当日になってからの強風と豪雨によりイベントは中止となった。なお、このリハーサルの様子は9月11日に東京女子流のUstreamチャンネルで配信された。
9月25日、13th両A面シングル「Get The Star/Last Forever」発売。
11月22日、14thシングル「ROAD TO BUDOKAN 2013 〜ちいさな奇跡〜」発売。
12月22日、2年連続となる日本武道館単独公演『TOKYO GIRLS' STYLE 『LIVE AT BUDOKAN 2013』』を開催。
2014年
1月15日、ネットレーベルMaltine Recordsとのコラボで制作され、各メンバーが参加したアルバム『Maltine Girls Wave』発売。
2月12日、15thシングル「Partition Love」発売。
2月14日、公式Ustreamチャンネル「東京女子流 TGS UST.TV」において、3月15日をもってリーダーを山邊未夢から庄司芽生に交代することが発表された。
3月8日、主演映画『5つ数えれば君の夢』公開。
3月15日より全国6か所（大阪、名古屋、東京、札幌、仙台、福岡）・9公演を巡るツアー『東京女子流 4th JAPAN TOUR 2014〜Royal Mirrorball Discotheque〜』を開始。最終日6月15日には日比谷野外音楽堂公演『東京女子流 4th JAPAN TOUR 2014 CONCERT*04 〜野音Again〜 with 土方隆行バンド (bonsai.)』を開催。また、この日より庄司芽生をリーダーとする新体制がスタート。
5月5日、『4th JAPAN TOUR』仙台公演において、東京女子流がデビュー時より続けてきた定期ライブを同年7月26日の高知公演をもって終了させることが発表された。また、7月より赤坂BLITZで5か月連続のライブを行うことも合わせて発表された。
5月21日、16thシングル「十字架 〜映画「学校の怪談 -呪いの言霊-」 Ver.〜」発売。
5月23日、主演ホラー映画『学校の怪談 呪いの言霊』公開。なお、『5つ数えれば君の夢』、『学校の怪談 呪いの言霊』共に主題歌も担当した。
6月4日、4thアルバム『Killing Me Softly』発売。

7月19日・20日にサンフランシスコで行われた『J-POP SUMMIT FESTIVAL 2014』に出演、アメリカでの初めてのステージとなる。また同時期に開催された『第2回サンフランシスコ日本映画祭』に於いて主演映画2本が上映され、舞台挨拶も行った。
7月26日、『LIVE*64 第1回 じゃんけん大会 優勝県 高知女子流』を最後に定期ライブを終了。
11月22日・23日、中華民国台北市で開催された『SUPER GIRLS EXPO 最強美少女博覧会』に出演。これを含めて、2014年は日本国外で5つの国と地域の6度のイベントに参加し、ライブを行っている。
12月10日、17thシングル「Say long goodbye/ヒマワリと星屑 -English Version-」発売。
12月20日、渋谷公会堂にて『東京女子流 CONCERT*05 〜カワイイ満載見納めPARTY〜』および『東京女子流 CONCERT*06 〜STEP UP TO THE NEXT STAGE〜』を開催。
2015年
1月5日、公式Ustreamチャンネル「東京女子流 TGS UST.TV」にてアーティスト宣言を行う。同年春以降日本国内のアイドルフェスとアイドル専門誌は出演しない方向。
1月6日より隔週火曜日にAKIBAカルチャーズ劇場にて『TGS アコースティック 』（全6回）を開催。
3月11日、18thシングル「Stay with me」発売。
6月24日、19thシングル「Never ever」発売。
6月26日、小西彩乃が腰痛の治療に専念するため活動休止することを発表。
7月10日から12日にロンドンで行われる『HYPER JAPAN FESTIVAL』に出演、イギリス、ヨーロッパ圏での初めてのステージとなる。
12月23日、5thアルバム『REFLECTION』発売。
12月28日、小西彩乃がグループ卒業と芸能界引退を発表。
2016年
5月14日・15日、 台北・香港ワンマンライブ『No Fear presents TGS LIVE 2016 Supported by @JAM』を開催。
8月31日、20thシングル「深海」をリリース。
11月30日、21stシングル「ミルフィーユ」をリリース。
12月12日、この時点での未発表曲「Don't give it up」（TGS62）でキットカット受験生応援キャンペーンに参加。
2017年
3月1日、22ndシングル「predawn/Don't give it up」をリリース。
6月上旬、「TOKYO IDOL FESTIVAL 2017」への出演が3年ぶりに決定。6月26日、GYAOにスペシャル動画を掲載し、「当時のスタッフのかじ取りであったが、結果的に活動を狭めてしまった」。「アイドル、アーティスト受け取り方はどっちでもいい」。「女子流は女子流でしかない」と、2015年1月に行った「アーティスト宣言」を事実上撤回した。
7月5日、23rdシングル「water lily 〜睡蓮〜」をリリース。
10月25日、ミニアルバム「PERIOD. BEST 〜オトナニナルンダカラ〜」と「PERIOD. BEST 〜キメテイイヨワタシノコト〜」を2本同時リリース。
2018年
2月18日、TGSナンバー付きの楽曲を全て披露するワンマンライブ『"DISCOGRAPHY" CASE OF TGS』をマイナビBLITZ赤坂で開催する予定だったが、公演直前に新井が急性気管支炎と診断され公演を中止。同内容のライブを山邊・中江・庄司の3名で行うフリーライブが同日同会場にて行われた。
2月24日、ペルーで行われた「NATSUMATSURI 2018」に、病状回復途中の新井を除く3人でライブ出演。
2月28日、24thシングル「ラストロマンス」をリリース。
3月10・11日、香港 MUSIC ZONE @ E-Maxにて開催された「@JAM×TALE in Hong Kong 2018」に出演。
5月26日、『新*定期ライブ』シリーズがスタート。
6月20日、25thシングル「kissはあげない」をリリース。
8月3日 - 5日、「TIF2018」に出演、「東京女子流 with 大原優乃」としてもパフォーマンスした。
11月23日・12月1日、2月に開催予定だった『"DISCOGRAPHY" CASE OF TGS』を『STARTING OVER! "DISCOGRAPHY" CASE OF TGS』としてマイナビBLITZ赤坂で再演。
12月31日、第2回ももいろ歌合戦（BS日テレ・フジテレビNEXT・ニッポン放送など）へ出場。
2019年
2月23日、ワンマンライブ『TOKYO GIRLS' STYLE "GIGS" at AKASAKA』をマイナビBLITZ赤坂で開催。
2月27日、26thシングル「光るよ/Reborn」をリリース。
4月24日、ライブアルバム「STARTING OVER! "DISCOGRAPHY" CASE OF TGS」をリリース。
5月25日、『CONCERT*07「10年目のはじまり」』を中野サンプラザで開催。
12月31日、第3回ももいろ歌合戦（BS日テレ・ニッポン放送・AbemaTVなど）へ出場。
2020年
2月1日・2日、ワンマンライブ『GIGS at AKASAKA～TOKYO GIRLS' BAND STYLE～』をマイナビBLITZ赤坂で開催。
5月5日、メジャーデビュー10周年記念シングル「Tokyo Girls Journey (EP)」をリリース。
11月28日、デビュー10周年記念ライブ「東京女子流 10th Anniversary Live～＊キミニオクル＊～」をLINE CUBE SHIBUYA（渋谷公会堂）で開催。
12月31日、第4回ももいろ歌合戦（BS日テレ・ニッポン放送・AbemaTVなど）へ出場。
2021年
2月10日、28thシングル「Hello, Goodbye」をリリース。
8月18日、29thシングル「ストロベリーフロート」をリリース。
12月31日、日本武道館にて行われた『第5回ももいろ歌合戦』に出演。
2022年
1月26日、30thシングル「days ～キミだけがいない街～」をリリース。
5月4日、デビュー12周年記念ライブ「東京女子流 12th Anniversary Live *物語の1ページ*」をLINE CUBE SHIBUYA（渋谷公会堂）で開催。
8月3日、6thアルバム「ノクターナル」をリリース。
12月31日、日本武道館にて行われた『第6回ももいろ歌合戦』に出演。
2023年
5月3日～7日、デビュー13周年記念ライブ「東京女子流 13th Anniversary Live "5days"」をSHIBUYA PLEASURE PLEASUREで開催。
12月31日、横浜アリーナにて行われた『第7回ももいろ歌合戦』に出演。
2024年
5月4日、デビュー14周年記念ライブ「東京女子流 14th Anniversary Live ～フォーリンラブな時～」をZepp Shinjukuで開催。
12月31日、武道館大ホールにて行われた『第8回ももいろ歌合戦』に出演。
2025年
5月3日、デビュー15周年記念ライブ「東京女子流 15th Anniversary Live ～キセキ☆～」をZepp Shinjukuで開催。
5月3日、公式サイトにおいて、2026年3月31日にダイバーシティ東京で開催されるラストライブをもって解散することを発表した。

## 作品
順位はオリコン週間ランキング最高位。

### シングル
| #  | 発売日         | タイトル                                                            | 順位 | 販売形態                                                 | 規格品番                                                       |
| -- | -------------- | ------------------------------------------------------------------- | ---- | -------------------------------------------------------- | -------------------------------------------------------------- |
| 1  | 2010年05月05日 | キラリ☆                                                             | 30位 | CD+DVD CD CD+DVD（mu-mo限定）                            | AVCD-31829/B AVCD-31830 AVC1-31831/B                           |
| 2  | 2010年05月19日 | おんなじキモチ                                                      | 30位 | CD+DVD CD CD+DVD（mu-mo限定）                            | AVCD-31832/B AVCD-31833 AVC1-31834/B                           |
| 3  | 2010年07月21日 | 頑張って いつだって 信じてる                                        | 31位 | CD+DVD CD CD+DVD（mu-mo限定）                            | AVCD-31872/B AVCD-31873 AVC1-31874/B                           |
| 4  | 2010年10月06日 | ヒマワリと星屑/ きっと 忘れない、、、                               | 19位 | CD+DVD CD CD+DVD（mu-mo限定）                            | AVCD-31926/B AVCD-31927 AVC1-31928/B                           |
| 5  | 2011年02月09日 | Love like candy floss                                               | 20位 | CD+DVD（初回限定） CD+DVD CD                             | AVCD-48009/B AVCD-48010/B AVCD-48011/B AVCD-48012              |
| 6  | 2011年05月18日 | 鼓動の秘密/ サヨナラ、ありがとう。                                  | 24位 | CD+DVD CD                                                | AVCD-48050/B AVCD-48051/B AVCD-48052/B AVCD-48053              |
| 7  | 2011年08月24日 | Limited addiction/ We Will Win! -ココロのバトンでポ・ポンのポ〜ン☆- | 11位 | CD+DVD（初回限定） CD+DVD CD（CD-EXTRA） CD              | AVCD-48109/B AVCD-48110/B AVCD-48111 AVCD-48112                |
| 8  | 2011年11月23日 | Liar/ W.M.A.D                                                       | 18位 | CD+DVD（初回限定） CD+DVD CD（CD-EXTRA） CD              | AVCD-48236/B AVCD-48237/B AVCD-48238 AVCD-48239                |
| 9  | 2012年03月07日 | Rock you!/ おんなじキモチ -YMCK REMIX-                              | 16位 | CD+DVD（初回限定） CD+DVD CD（CD-EXTRA） CD（mu-mo限定） | AVCD-48328/B AVCD-48329/B AVCD-48330 AVC1-48331                |
| 10 | 2012年05月23日 | 追憶 -Single Version-/ 大切な言葉                                   | 12位 | CD+DVD CD（CD-EXTRA） CD（mu-mo限定）                    | AVCD-48381/B AVCD-48382/B AVCD-48383 AVC1-48384                |
| 11 | 2012年10月17日 | ROAD TO BUDOKAN 2012 〜Bad Flower〜                                 | 04位 | CD+DVD CD（CD-EXTRA） CD（mu-mo限定）                    | AVCD-48483/B AVCD-48484/B AVCD-48485 AVC1-48486                |
| 12 | 2013年06月05日 | 運命/ ワンダフル スマイル (新井ひとみと松島湾子)                    | 06位 | CD+DVD CD CD（mu-mo限定）                                | AVCD-48716/B AVCD-48717/B AVCD-48718 AVC1-48719                |
| 13 | 2013年09月25日 | Get The Star/ Last Forever                                          | 04位 | CD+DVD CD CD（mu-mo限定）                                | AVCD-48797/B AVCD-48798/B AVCD-48799 AVC1-48800                |
| 14 | 2013年11月22日 | ROAD TO BUDOKAN 2013 〜ちいさな奇跡〜                               | 16位 | CD+DVD CD CD（mu-mo限定）                                | AVCD-48858/B AVCD-48859/B AVCD-48860 AVC1-48861 AVC1-48862     |
| 15 | 2014年02月12日 | Partition Love                                                      | 09位 | CD+DVD CD CD（mu-mo限定） ミュージックカード             | AVCD-48876/B AVCD-48877/B AVCD-48878 AVC1-48879 AQZ1-76180-202 |
| 16 | 2014年05月21日 | 十字架 〜映画「学校の怪談 -呪いの言霊-」 Ver.〜                     | 11位 | CD+DVD CD CD（mu-mo限定）                                | AVCD-48990/B AVCD-48991/B AVCD-48992 AVC1-48993                |
| 17 | 2014年12月10日 | Say long goodbye/ ヒマワリと星屑 -English Version-                  | 08位 | CD+DVD CD CD（mu-mo限定）                                | AVCD-83146/B AVCD-83147/B AVCD-83148 AVC1-83149                |
| 18 | 2015年03月11日 | Stay with me                                                        | 07位 | CD+DVD CD CD（mu-mo限定）                                | AVCD-83185/B AVCD-83186/B AVCD-83187 AVC1-83188                |
| 19 | 2015年06月24日 | Never ever                                                          | 23位 | CD+DVD CD+フォトブック CD（フェアリーテイル盤） CD       | AVCD-83321/B AVCD-83322 AVCD-83323 AVCD-83324                  |
| 20 | 2016年08月31日 | 深海                                                                | 38位 | CD+DVD CD+フォトブック CD ミュージックカード             | AVCD-83664/B AVCD-83665 AVCD-83666 AVZ1-83667                  |
| 21 | 2016年11月30日 | ミルフィーユ                                                        | 33位 | CD+DVD CD+フォトブック CD ミュージックカード             | AVCD-83711/B AVCD-83712 AVCD-83713 AVZ1-83714                  |
| 22 | 2017年03月01日 | predawn/ Don't give it up                                           | 22位 | CD+DVD CD+フォトブック CD ミュージックカード             | AVCD-83783/B AVCD-83784 AVCD-83785 AVZ1-83786                  |
| 23 | 2017年07月05日 | water lily 〜睡蓮〜                                                 | 17位 | CD+DVD CD ミュージックカード                             | AVCD-83883/B AVCD-83884 AVZ1-83885                             |
| 24 | 2018年02月28日 | ラストロマンス                                                      | 29位 | CD+DVD CD ミュージックカード                             | AVCD-94001/B AVCD-94002 AVCD-94000、003-011                    |
| 25 | 2018年06月20日 | kissはあげない                                                      | 26位 | CD+DVD CD ミュージックカード                             | AVCD-94092/B AVCD-94093 AVZ1-94094-98                          |
| 26 | 2019年02月27日 | 光るよ/ Reborn                                                      | 25位 | CD+DVD CD ミュージックカード                             | AVCD-94288/B AVCD-94289 AVZ1-94290-94                          |
| 27 | 2020年05月05日 | Tokyo Girls Journey (EP)                                            | 07位 | CD+DVD CD                                                | AVCD-94771/B AVCD-94772                                        |
| 28 | 2021年02月10日 | Hello, Goodbye                                                      | 22位 | CD+DVD CD+BD CD ミュージックカード                       | AVCD-94979/B AVCD-94980/B AVCD-94981 AVZ1-94982-85             |
| 29 | 2021年08月18日 | ストロベリーフロート                                                |      | ミュージックカード                                       | AVZ1-61119                                                     |
| 30 | 2022年01月26日 | days ～キミだけがいない街～                                         |      | ミュージックカード                                       | AVZ1-61158-62                                                  |
| 31 | 2022年04月20日 | Dear mama                                                           |      | 配信                                                     |                                                                |
| 32 | 2024年02月18日 | 2:30am                                                              |      | 配信                                                     |                                                                |
| 33 | 2024年06月19日 | フォーリンラブな時                                                  |      | 配信                                                     |                                                                |
| 34 | 2024年07月13日 | datura                                                              |      | 配信                                                     |                                                                |
| 35 | 2025年06月18日 | 導火線、フラッシュバック                                            |      | 配信                                                     |                                                                |

#### 7インチシングル
| 発売日         | タイトル                  | レーベル      | 品番       | B面/収録曲 | 備考                 |
| -------------- | ------------------------- | ------------- | ---------- | --- | -------------------- |
| 2014年07月18日 | Count Three -TGS Version- | avex/ JET SET | TGSJ-001   | Killing Me Softly -Miii Remix-                                                                                         |                      |
| 2014年08月15日 | GAME                      | avex/ JET SET | TGSJ-002   | ずっと忘れない。-PellyColo Remix-                                                                                      | 小西彩乃ジャケット   |
| 2014年08月15日 | existence                 | avex/ JET SET | TGSJ-003   | 鼓動の秘密 -KM Remix-                                                                                                  | 新井ひとみジャケット |
| 2014年09月19日 | pale blue nocturne        | avex/ JET SET | TGSJ-004   | おんなじキモチ -K BoW Jersey Remix-                                                                                    | 中江友梨ジャケット   |
| 2014年10月16日 | Say long goodbye          | avex/ JET SET | TGSJ-005   | Limited addiction -Soiho Remix-                                                                                        | 庄司芽生ジャケット   |
| 2014年11月14日 | A New Departure           | avex/ JET SET | TGSJ-006   | We Will Win! - ココロのバトンでポ・ポンのポ〜ン☆ -Carpainter Remix-                                                    | 山邊未夢ジャケット   |
| 2015年06月12日 | Never ever REMIX          | avex trax     | AVKD-83329 | 【Side-A】 Never ever (TJO & YUSUKE from BLU-SWING Remix) 【Side-B】 Never ever (Royal Mirrorball vs MODEWARP Dub mix) |                      |
| 2015年10月30日 | illusion                  | avex/ JET SET | JS7S-118   | 【Side-A】 illusion (TJO & YUSUKE from BLU-SWING Remix) 【Side-B】 illusion                                            | 庄司芽生ジャケット   |

### アルバム
| # | 発売日         | タイトル          | 順位 | 販売形態                                  | 規格品番                                                    | 備考                         |
| - | -------------- | ----------------- | ---- | ----------------------------------------- | ----------------------------------------------------------- | ---------------------------- |
| 1 | 2011年05月04日 | 鼓動の秘密        | 25位 | CD CD+DVD CD+フォトブック                 | AVCD-38245 AVCD-38246/B AVCD-38247                          | TGS01-TGS11を全曲収録        |
| 2 | 2012年03月14日 | Limited addiction | 25位 | CD+DVD CD+フォトブック                    | AVCD-38435/B AVCD-38436/B AVCD-38437                        | TGS12-TGS21を全曲収録        |
| 3 | 2013年01月30日 | 約束              | 13位 | CD+BD CD+DVD CD                           | AVCD-38624/B AVCD-38625/B AVCD-38626                        | TGS21part2-TGS31を全曲収録   |
| 4 | 2014年06月04日 | Killing Me Softly | 23位 | CD+BD CD+DVD CD                           | AVCD-38871/B AVCD-38872/B AVCD-38873（初回限定） AVCD-38962 | TGS00・TGS32-TGS40を全曲収録 |
| 5 | 2015年12月23日 | REFLECTION        | 41位 | CD+DVD CD+フォトブック CD                 | AVCD-93230 AVCD-93231 AVCD-93232                            | TGS49-TGS56を全曲収録        |
| 6 | 2022年8月3日   | ノクターナル      | 25位 | CD 2CD+DVD 2CD+Blu-ray ミュージックカード | AVCD-63329 AVCD-63325 AVCD-63327                            |                              |
| 7 | 2025年7月30日  | 東京女子流        |      | CD                                        | XNSC-30043                                                  |                              |

#### ミニ・アルバム
| # | 発売日         | タイトル                                                        | 順位  | 販売形態 | 規格品番     |
| - | -------------- | --------------------------------------------------------------- | ----- | -------- | ------------ |
| 0 | 2014年05月21日 | 怖い曲集 +「学校の怪談 -呪いの言霊-」オリジナルサウンドトラック | 129位 | CD       | AVCD-38878   |
| 1 | 2017年10月25日 | PERIOD. BEST 〜オトナニナルンダカラ〜                           | 054位 | CD+DVD   | AVCD-93746/B |
| 2 | 2017年10月25日 | PERIOD. BEST 〜キメテイイヨワタシノコト〜                       | 056位 | CD+DVD   | AVCD-93747/B |

#### ライブ・アルバム
| # | 発売日         | タイトル                                 | 順位 | 販売形態  | 規格品番                |
| - | -------------- | ---------------------------------------- | ---- | --------- | ----------------------- |
| 1 | 2019年04月24日 | STARTING OVER! "DISCOGRAPHY" CASE OF TGS | 48位 | CD+DVD CD | AVCD-96286/B AVCD-96287 |

### ベスト・アルバム
| # | 発売日         | タイトル | 順位 | 販売形態          | 規格品番                                                |
| - | -------------- | -------- | ---- | ----------------- | ------------------------------------------------------- |
| 1 | 2015年05月05日 | キラリ☆  | 15位 | 2CD+BD CD+2DVD CD | AVCD-93082-3/B AVCD-93084-5/B AVCD-93086/B-C AVCD-93087 |

### 映像作品
| # | 発売日         | タイトル                                                                                 | 販売形態 | 規格品番                 | 内容                                                                                                  |
| - | -------------- | ---------------------------------------------------------------------------------------- | -------- | ------------------------ | --- |
| 1 | 2011年11月23日 | 1st JAPAN TOUR 〜鼓動の秘密〜 LIVE DVD                                                   | 2DVD     | AVB1-91880-1（初回限定） | ツアーライブ映像 メイキング映像+横浜BLITZライブダイジェスト映像                                       |
| 1 | 2011年11月23日 | 1st JAPAN TOUR 〜鼓動の秘密〜 LIVE DVD                                                   | DVD      | AVB1-91882               | ツアーライブ映像+マルチアングル映像                                                                   |
| 2 | 2012年10月03日 | 2nd JAPAN TOUR 〜Limited addiction〜 CONCERT*03『Rock you!』 @2012.5.20 日比谷野外音楽堂 | 2DVD     | AVBD-91971-2             | ライブ映像+メイキング映像                                                                             |
| 2 | 2012年10月03日 | 2nd JAPAN TOUR 〜Limited addiction〜 CONCERT*03『Rock you!』 @2012.5.20 日比谷野外音楽堂 | BD       | AVXD-91624               | ライブ映像+メイキング映像                                                                             |
| 2 | 2012年10月03日 | 2nd JAPAN TOUR 〜Limited addiction〜 CONCERT*03『Rock you!』 @2012.5.20 日比谷野外音楽堂 | BD+DVD   | AVXD-91625/B             | ライブ映像+メイキング映像 CONCERT*02ダイジェスト映像+メイキング映像                                   |
| 3 | 2013年04月10日 | TOKYO GIRLS' STYLE『LIVE AT BUDOKAN 2012』                                               | 2DVD     | AVBD-92037-8             | ライブ映像+メイキング映像                                                                             |
| 3 | 2013年04月10日 | TOKYO GIRLS' STYLE『LIVE AT BUDOKAN 2012』                                               | BD       | AVXD-91676               | ライブ映像+メイキング映像                                                                             |
| 4 | 2014年04月16日 | TOKYO GIRLS' STYLE LIVE AT BUDOKAN 2013                                                  | 3BD      | AVXD-91695               | ライブ映像+メイキング映像 3rd JAPAN TOUR 2013 ドキュメンタリー映像 スレスレTV PREMIUM LIVE ライブ映像 |
| 4 | 2014年04月16日 | TOKYO GIRLS' STYLE LIVE AT BUDOKAN 2013                                                  | BD       | AVXD-91698               | ライブ映像+メイキング映像                                                                             |
| 4 | 2014年04月16日 | TOKYO GIRLS' STYLE LIVE AT BUDOKAN 2013                                                  | 2DVD     | AVBD-92070               | ライブ映像+メイキング映像                                                                             |
| 5 | 2014年10月22日 | 4th JAPAN TOUR 2014 CONCERT*04 〜野音 Again〜                                            | 2BD      | AVXD-92148-9             | ライブ映像+ドキュメンタリー映像                                                                       |
| 5 | 2014年10月22日 | 4th JAPAN TOUR 2014 CONCERT*04 〜野音 Again〜                                            | 2DVD     | AVBD-92146-7             | ライブ映像                                                                                            |
| 6 | 2015年12月16日 | TOKYO GIRLS' STYLE 5th Anniversary LIVE -キラリ☆ into the new world-                     | BD       | AVXD-92242               | ライブ映像+ドキュメンタリー映像                                                                       |
| 6 | 2015年12月16日 | TOKYO GIRLS' STYLE 5th Anniversary LIVE -キラリ☆ into the new world-                     | DVD      | AVBD-92243               | ライブ映像                                                                                            |
| 7 | 2019年9月25日  | 東京女子流 CONCERT*07「10年目のはじまり」                                                | BD       | AVXD-92834               | ライブ映像                                                                                            |
| 7 | 2019年9月25日  | 東京女子流 CONCERT*07「10年目のはじまり」                                                | DVD      | AVBD-92833               | ライブ映像                                                                                            |
| 8 | 2023年1月25日  | 東京女子流 12th Anniversary Live 物語の1ページ ～いつまでも光を放つから～                | BD       | AVXD-27619               | ライブ映像+メイキング映像                                                                             |
| 8 | 2023年1月25日  | 東京女子流 12th Anniversary Live 物語の1ページ ～キミと きっと ずっと～                  | BD       | AVXD-27620               | ライブ映像+メイキング映像                                                                             |

### 参加作品
| 発売日         | 参加作品                                        | 販売形態     | 規格品番                          | 参加楽曲 |
| -------------- | ----------------------------------------------- | ------------ | --------------------------------- | --- |
| 2011年08月10日 | ZONEトリビュート〜君がくれたもの〜              | 2CD CD       | SRCL-7680-1（期間限定） SRCL-7682 | 僕の手紙 |
| 2012年08月22日 | 東京女子カフェ #1 a-bossa                       | CD           | AVCD-38530                        | Bomb A Head!(小西彩乃) LOVE 2000(新井ひとみ) ニホンノミカタ -ネバダカラキマシタ-(小西彩乃) Give me a Shake(中江友梨) 亜麻色の髪の乙女(新井ひとみ)                                       |
| 2012年11月07日 | バニラビーンズIII                               | CD           | TPRC-0025                         | もうすぐトライアングル |
| 2012年12月19日 | TRFリスペクトアイドルトリビュート!!             | CD+DVD CD    | AVCD-38660/B AVCD-38661           | BOY MEETS GIRL(庄司芽生) Overnight Sensation 〜時代はあなたに委ねてる〜 |
| 2013年02月27日 | Bomb A Head! 生誕20周年記念盤                   | CD           | AVCD-38420                        | Bomb A Head!(小西彩乃) |
| 2013年08月28日 | あにこん! the beginning                         | CD           | AVCA-62074                        | LIFE SIZE |
| 2014年01月15日 | Maltine Girls Wave                              | CD+BD CD+DVD | AVXD-91680/B AVBD-92056/B         | マジ勉NOW! feat.新井ひとみ(新井ひとみ) Spica feat.小西彩乃&生活必需品(小西彩乃) Umbrella feat.山邊未夢(山邊未夢) Kawaii Rave feat.庄司芽生(庄司芽生) Day By Day feat.中江友梨(中江友梨) |
| 2014年01月22日 | Disney Rocks!!! Girl's Power!                   | CD           | AVCW-63008                        | チム・チム・チェリー |
| 2014年03月12日 | Mirrorball Flare + Royal Mirrorball Discotheque | 2CD          | AVCD-38920-1                      | Paint in Black |
| 2014年03月20日 | Maltine Girls Wave EP                           | 12インチEP   | JS12S108                          | マジ勉NOW! feat.新井ひとみ(新井ひとみ) Spica feat.小西彩乃&生活必需品(小西彩乃) Umbrella feat.山邊未夢(山邊未夢) Kawaii Rave feat.庄司芽生(庄司芽生) Day By Day feat.中江友梨(中江友梨) |
| 2014年12月03日 | A-Rock Nation -NANASE AIKAWA TRIBUTE-           | CD           | AVCD-93054                        | Sweet Emotion |

### タイアップ
| 年   | 曲名                                             | タイアップ |
| ---- | ------------------------------------------------ | --- |
| 2010 | キラリ☆                                          | トステム住研研究所「フィアスホーム」CMソング 「早稲田アカデミー」CMソング                                                                                                |
| 2010 | おんなじキモチ                                   | NHK教育テレビ・アニメ『はなかっぱ』2010年度エンディング・テーマ |
| 2010 | ヒマワリと星屑                                   | CX系『ミューサタ』エンディング・テーマ |
| 2010 | きっと 忘れない、、、                            | 東映配給映画『君が踊る、夏』イメージ・ソング |
| 2011 | We Will Win! -ココロのバトンでポ・ポンのポ〜ン☆- | テレビ東京系アニメ『プリティーリズム・オーロラドリーム』第2クールエンディング・テーマ                                                                                    |
| 2012 | 大切な言葉                                       | NHK Eテレ・アニメ『はなかっぱ』2012年4月 - 6月度エンディング・テーマ |
| 2012 | ディスコード                                     | TVA・TX系アニメ『超ロボット生命体 トランスフォーマー プライム』2012年10月 - 2013年3月エンディング・テーマ                                                                |
| 2013 | ヒマワリと星屑 -English Version-                 | BSフジ『東京女子流スレスレTV!』オープニング・テーマ TBS系列『ランク王国』2014年12月 - 2015年1月度エンディング・テーマ                                                    |
| 2013 | ちいさな奇跡                                     | NHK Eテレ・アニメ『はなかっぱ』2013年10月 - 2014年3月度エンディング・テーマ                                                                                              |
| 2014 | 月の気まぐれ                                     | 映画『5つ数えれば君の夢』主題歌 |
| 2014 | 頑張って いつだって 信じてる                     | UULA配信・漫画『砂の栄冠』主題歌 |
| 2014 | 恋愛エチュード                                   | テレ朝動画『女子流♪』主題歌 |
| 2014 | 十字架 〜映画「学校の怪談 -呪いの言霊-」 Ver.〜  | 映画『学校の怪談 呪いの言霊』主題歌 |
| 2015 | Never ever                                       | テレビ東京系アニメ『FAIRY TAIL』2015年4月クールエンディング・テーマ |
| 2018 | ラストロマンス                                   | dTVマンガ『わたしに××しなさい!』主題歌 |
| 2018 | kissはあげない                                   | tvkテレビ『TiARY TVプラス』2018年6月度テーマソング チバテレビ『ナイツのHIT商品会議室』2018年7月度エンディングテーマ dTVマンガ『ういらぶ。 -初々しい恋のおはなし-』主題歌 |
| 2021 | Hello, Goodbye                                   | 長崎国際テレビ『釣り聖地化TV』エンディング・テーマ |
| 2022 | Viva La 恋心                                     | dTV『キス×kiss×キス ～パーフェクトスキャンダル～』主題歌 |

### TGSナンバー
オリジナル曲（新アレンジ曲を含む）にはTGSナンバー と呼ばれる番号が付けられている。
| TGS  | タイトル                                        | 発売日         | 収録作品                                 |
| ---- | ----------------------------------------------- | -------------- | ---------------------------------------- |
| 00   | Killing Me Softly                               | 2014年06月04日 | 4thアルバム                              |
| 01   | キラリ☆                                         | 2010年05月05日 | 1stシングル                              |
| 02   | おんなじキモチ                                  | 2010年05月19日 | 2ndシングル                              |
| 03   | 頑張って いつだって 信じてる                    | 2010年07月21日 | 3rdシングル                              |
| 04   | 鼓動の秘密                                      | 2011年05月04日 | 1stアルバム                              |
| 05   | ヒマワリと星屑                                  | 2010年10月06日 | 4thシングル                              |
| 06   | ゆうやけハナビ                                  | 2011年05月04日 | 1stアルバム                              |
| 07   | きっと 忘れない、、、                           | 2010年10月06日 | 4thシングル                              |
| 08   | サヨナラ、ありがとう。                          | 2011年05月04日 | 1stアルバム                              |
| 09   | Love like candy floss                           | 2011年02月09日 | 5thシングル                              |
| 10   | Attack Hyper Beat POP                           | 2011年05月04日 | 1stアルバム                              |
| 11   | 孤独の果て〜月が泣いている〜                    | 2011年05月04日 | 1stアルバム                              |
| 12   | W.M.A.D                                         | 2011年11月23日 | 8thシングル                              |
| 13   | Limited addiction                               | 2011年08月24日 | 7thシングル                              |
| 14   | Don't Be Cruel                                  | 2011年08月24日 | 7thシングル                              |
| 15   | 僕の手紙 -TGS Ver.-                             | 2011年08月10日 | V.A.アルバム                             |
| 16   | Regret.                                         | 2012年03月14日 | 2ndアルバム                              |
| 17   | Liar                                            | 2011年11月23日 | 8thシングル                              |
| 18   | Rock you!                                       | 2012年03月07日 | 9thシングル                              |
| 19   | 眩暈                                            | 2012年03月14日 | 2ndアルバム                              |
| 20   | Sparkle                                         | 2012年03月14日 | 2ndアルバム                              |
| 21   | 追憶                                            | 2012年03月14日 | 2ndアルバム                              |
| 21-2 | 追憶 -Single Version-                           | 2012年05月23日 | 10thシングル                             |
| 22   | 大切な言葉                                      | 2012年05月23日 | 10thシングル                             |
| 23   | LolitA☆Strawberry in summer                     | 2012年08月01日 | 配信限定                                 |
| 23   | LolitA☆Strawberry in summer                     | 2012年10月17日 | 11thシングル                             |
| 24   | Bad Flower                                      | 2012年10月17日 | 11thシングル                             |
| 25   | ふたりきり                                      | 2013年01月30日 | 3rdアルバム                              |
| 26   | ディスコード                                    | 2012年10月17日 | 11thシングル                             |
| 27   | それでいいじゃん                                | 2013年01月30日 | 3rdアルバム                              |
| 28   | 約束                                            | 2013年01月30日 | 3rdアルバム                              |
| 29   | Overnight Sensation 〜時代はあなたに委ねてる〜  | 2012年12月19日 | V.A.アルバム                             |
| 30   | 幻                                              | 2013年01月30日 | 3rdアルバム                              |
| 31   | 月とサヨウナラ                                  | 2013年01月30日 | 3rdアルバム                              |
| 32   | Partition Love                                  | 2013年09月25日 | 配信限定                                 |
| 32   | Partition Love                                  | 2014年02月12日 | 15thシングル                             |
| 33   | 運命                                            | 2013年06月05日 | 12thシングル                             |
| 34   | Mine                                            | 2013年11月22日 | 14thシングル                             |
| 35   | pain                                            | 2014年06月04日 | 4thアルバム                              |
| 36   | ずっと 忘れない。                               | 2014年06月04日 | 4thアルバム                              |
| 37   | ちいさな奇跡                                    | 2013年11月22日 | 14thシングル                             |
| 38   | チム・チム・チェリー                            | 2014年01月22日 | V.A.アルバム                             |
| 39   | 十字架                                          | 2014年06月04日 | 4thアルバム                              |
| 39M  | 十字架 〜映画「学校の怪談 -呪いの言霊-」 Ver.〜 | 2014年05月21日 | 16thシングル                             |
| 40   | 恋愛エチュード                                  | 2014年06月04日 | 4thアルバム                              |
| 41   | GAME                                            | 2014年08月15日 | 2nd 7インチシングル                      |
| 41   | GAME                                            | 2014年12月10日 | 17thシングル                             |
| 42   | existence                                       | 2014年08月15日 | 3rd 7インチシングル                      |
| 42   | existence                                       | 2015年05月05日 | 1stベストアルバム                        |
| 43   | pale blue nocturne                              | 2014年09月19日 | 4th 7インチシングル                      |
| 43   | pale blue nocturne                              | 2015年05月05日 | 1stベストアルバム                        |
| 44   | Say long goodbye                                | 2014年10月16日 | 5th 7インチシングル                      |
| 44   | Say long goodbye                                | 2014年12月10日 | 17thシングル                             |
| 45   | A New Departure                                 | 2014年11月14日 | 6th 7インチシングル                      |
| 45   | A New Departure                                 | 2015年03月11日 | 18thシングル                             |
| 46   | Sweet Emotion                                   | 2014年12月03日 | V.A.アルバム                             |
| 47   | Stay with me                                    | 2015年03月11日 | 18thシングル                             |
| 48   | 加速度                                          | 2015年03月11日 | 18thシングル                             |
| 49   | YOU & I FOREVER (YUSUKE from BLU-SWING mix)     | 2015年12月23日 | 5thアルバム                              |
| 50   | Never ever                                      | 2015年04月28日 | 配信限定                                 |
| 50   | Never ever                                      | 2015年06月24日 | 19thシングル                             |
| 51   | illusion                                        | 2015年10月30日 | 8th 7インチシングル                      |
| 52   | 純白の約束                                      | 2015年12月23日 | 5thアルバム                              |
| 53   | Dear Friend                                     | 2015年12月23日 | 5thアルバム                              |
| 54   | White Snow                                      | 2015年12月23日 | 5thアルバム                              |
| 55   | リフレクション                                  | 2015年12月23日 | 5thアルバム                              |
| 56   | READY GO!                                       | 2015年12月23日 | 5thアルバム                              |
| 57   | 君へ                                            | 2016年04月20日 | 配信限定                                 |
| 59   | 深海 -Royal Mirroball Mix-                      | 2016年07月20日 | 配信限定                                 |
| 59   | 深海 -Royal Mirroball Mix-                      | 2016年08月31日 | 20thシングル                             |
| 60   | 雨と雫                                          | 2017年10月25日 | 1stミニアルバム                          |
| 61   | ミルフィーユ                                    | 2016年11月30日 | 21stシングル                             |
| 62   | Don't give it up                                | 2016年12月12日 | キットカット受験生応援キャンペーンソング |
| 62   | Don't give it up                                | 2017年03月01日 | 22ndシングル                             |
| 63   | predawn                                         | 2017年03月1日  | 22ndシングル                             |
| 64   | たぶん、ずっと好き                              | 2017年10月25日 | 2ndミニアルバム                          |
| 66   | water lily ～睡蓮～                             | 2017年07月05日 | 23rdシングル                             |
| 67   | STARTING, MY ROAD!                              | 2017年10月25日 | 2ndミニアルバム                          |
| 68   | ダイヤ◇                                         | 2017年10月25日 | 2ndミニアルバム                          |
| 69   | ラストロマンス                                  | 2018年02月28日 | 24thシングル                             |
| 70   | 初恋                                            | 2018年02月28日 | 24thシングル                             |
| 71   | kissはあげない                                  | 2018年06月20日 | 25thシングル                             |
| 72   | キスひとつで                                    | 2018年06月20日 | 25thシングル                             |
| 73   | 光るよ                                          | 2019年02月27日 | 26thシングル                             |
| 74   | Reborn                                          | 2019年02月27日 | 26thシングル                             |
| 75   | Ever After                                      | 2019年10月16日 | 配信限定                                 |
| 75   | Ever After                                      | 2020年05月05日 | 27thシングル                             |
| 76   | 薔薇の緊縛                                      | 2020年05月05日 | 27thシングル                             |
| 77   | キミニヲクル                                    | 2020年05月05日 | 27thシングル                             |
| 78   | Hello, Goodbye                                  | 2021年02月10日 | 28thシングル                             |
| 79   | ワ.ガ.マ.マ.                                    | 2021年02月10日 | 28thシングル                             |
| 80   | ストロベリーフロート                            | 2021年08月18日 | 29thシングル                             |
| 81   | ガールズトーク                                  | 2021年08月18日 | 29thシングル                             |
| 82   | days ～キミだけがいない街～                     | 2022年01月26日 | 30thシングル                             |
| 83   | 夢の中に連れてって                              | 2022年01月26日 | 30thシングル                             |
| 84   | Dear mama                                       | 2022年04月20日 | 配信限定                                 |
| 84   | Dear mama                                       | 2022年08月03日 | 6thアルバム                              |
| 85   | 僕は嘘つき                                      | 2022年08月03日 | 6thアルバム                              |
| 86   | フライデーナイト                                | 2022年08月03日 | 6thアルバム                              |
| 87   | この雨が上がっても                              | 2022年08月03日 | 6thアルバム                              |
| 88   | Viva La 恋心                                    | 2022年04月20日 | 配信限定                                 |
| 88   | Viva La 恋心                                    | 2022年08月03日 | 6thアルバム                              |
| 89   | コーナーカット・メモリーズ                      | 2022年08月03日 | 6thアルバム                              |

## ライブ

### 定期ライブ
| 公演日 | 公演日   | #        | 公演名                                                                           | 会場                   |
| ------ | -------- | -------- | -------------------------------------------------------------------------------- | ---------------------- |
| 2010年 | 02月07日 | LIVE*001 | 東京女子流の原点                                                                 | Shibuya O-nest         |
| 2010年 | 02月13日 | LIVE*002 | バレンタイン・プレパーティー                                                     | Shibuya O-nest         |
| 2010年 | 03月07日 | LIVE*003 | 春よ来い!                                                                        | Shibuya O-nest         |
| 2010年 | 03月21日 | LIVE*004 | 今日は、終業式。制服パーティー。                                                 | Shibuya O-nest         |
| 2010年 | 04月04日 | LIVE*005 | THE き・ぐ・る・み LIVE                                                          | Shibuya O-nest         |
| 2010年 | 04月18日 | LIVE*006 | 浜風を感じながら                                                                 | Shibuya O-nest         |
| 2010年 | 05月03日 | LIVE*007 | デビューCDリリース直前記念LIVE 〜復刻! 花柄ワンピース衣装〜                      | SHIBUYA BOXX           |
| 2010年 | 05月03日 | LIVE*008 | デビューCDリリース直前記念LIVE 〜復刻! 制服パーティー衣装〜                      | SHIBUYA BOXX           |
| 2010年 | 07月11日 | LIVE*009 | 復活定期ライブ! 猫ファッション!                                                  | 六本木morph-tokyo      |
| 2010年 | 08月15日 | LIVE*010 | 君が踊る、浴衣                                                                   | 渋谷Glad               |
| 2010年 | 08月23日 | LIVE*011 | 東京女子流だけのa-nation後夜祭                                                   | 梅田シャングリラ       |
| 2010年 | 09月19日 | LIVE*012 | 君が踊る、学園祭                                                                 | 渋谷Glad               |
| 2010年 | 09月23日 | LIVE*013 | ヒマワリとワンピ                                                                 | 渋谷Glad               |
| 2010年 | 09月23日 | LIVE*014 | 小悪魔と星屑                                                                     | 渋谷Glad               |
| 2010年 | 10月17日 | LIVE*015 | ハロウィンロリポップ                                                             | 渋谷Glad               |
| 2010年 | 12月04日 | LIVE*016 | 宇宙旅行へようこそ!                                                              | 渋谷duo MUSIC EXCHANGE |
| 2010年 | 12月04日 | LIVE*017 | 復刻! 白フワ衣装!                                                                | 渋谷duo MUSIC EXCHANGE |
| 2010年 | 12月27日 | LIVE*018 | 東京女子流 2010年ありがとうごじゃいました                                        | Shibuya O-WEST         |
| 2010年 | 12月29日 | LIVE*019 | 東京女子流 2010年ありがとうごじゃいました 〜大阪編〜                             | OSAKA MUSE             |
| 2011年 | 01月16日 | LIVE*020 | 20回記念! このペースだと5年で100回迎えちゃうぞスペシャル!                        | 渋谷duo MUSIC EXCHANGE |
| 2011年 | 01月16日 | LIVE*021 | リリース前、最後の定期ライブ! Love like candy flossの衣装でやるぞ!               | 渋谷duo MUSIC EXCHANGE |
| 2011年 | 06月19日 | LIVE*022 | 鼓動の秘密                                                                       | 渋谷duo MUSIC EXCHANGE |
| 2011年 | 06月19日 | LIVE*023 | さよなら、定期ライブ-Season1-                                                    | 渋谷duo MUSIC EXCHANGE |
| 2011年 | 07月31日 | LIVE*024 | Season2の幕開け                                                                  | 渋谷Glad               |
| 2011年 | 07月31日 | LIVE*025 | H・A・N・A・B・I                                                                 | 渋谷Glad               |
| 2011年 | 08月14日 | LIVE*026 | 浴衣でポ・ポンのポ〜ン!                                                          | 渋谷Glad               |
| 2011年 | 08月14日 | LIVE*027 | いくぜ! 東京女子流 a-nation壮行会!                                               | 渋谷Glad               |
| 2011年 | 09月25日 | LIVE*028 | 君とボクが見た空                                                                 | 渋谷Glad               |
| 2011年 | 09月25日 | LIVE*029 | 女子流学園祭2011東京                                                             | 渋谷Glad               |
| 2011年 | 11月05日 | LIVE*030 | 挑戦! K-POPカバー                                                                | 渋谷Glad               |
| 2011年 | 11月05日 | LIVE*031 | 東京秋祭りナイト                                                                 | 渋谷Glad               |
| 2011年 | 11月27日 | LIVE*032 | さよなら、ありがとう。渋谷Glad THE FINAL。〜次回は、再びduoで開催! お楽しみに!〜 | 渋谷Glad               |
| 2011年 | 12月29日 | LIVE*033 | 女子流学園祭2011神戸                                                             | 神戸チキンジョージ     |
| 2012年 | 02月11日 | LIVE*034 | COOL&WILD                                                                        | 渋谷duo MUSIC EXCHANGE |
| 2012年 | 02月11日 | LIVE*035 | 部屋着なライブ!                                                                  | 渋谷duo MUSIC EXCHANGE |
| 2012年 | 03月20日 | LIVE*036 | 花粉症を吹っ飛ばせ!                                                              | 渋谷duo MUSIC EXCHANGE |
| 2012年 | 03月20日 | LIVE*037 | my graduation                                                                    | 渋谷duo MUSIC EXCHANGE |
| 2012年 | 03月26日 | LIVE*038 | 沖縄女子流                                                                       | 沖縄SALT&PEPPER        |
| 2012年 | 05月27日 | LIVE*039 | さよなら、定期ライブ-Season2-。さよなら、Zepp Sendai。                           | 宮城Zepp Sendai        |
| 2012年 | 08月18日 | LIVE*040 | Season3の幕開け                                                                  | 渋谷duo MUSIC EXCHANGE |
| 2012年 | 08月18日 | LIVE*041 | TOKYO CITY NIGHT                                                                 | 渋谷duo MUSIC EXCHANGE |
| 2012年 | 09月02日 | LIVE*042 | 夏の思い出                                                                       | 渋谷WWW                |
| 2012年 | 09月02日 | LIVE*043 | 東京秋祭りナイト2012                                                             | 渋谷WWW                |
| 2012年 | 10月20日 | LIVE*044 | こちらトランスフォーマー部                                                       | 渋谷WWW                |
| 2012年 | 10月20日 | LIVE*045 | 悪の華                                                                           | 渋谷WWW                |
| 2012年 | 11月25日 | LIVE*046 | Overnight Sensation 〜時代はあなたに委ねてる〜                                   | 渋谷duo MUSIC EXCHANGE |
| 2012年 | 11月25日 | LIVE*047 | 大きな玉ねぎの下で〜はるかなる想い                                               | 渋谷duo MUSIC EXCHANGE |
| 2012年 | 12月30日 | LIVE*048 | 大阪大忘年会（1次会）                                                            | 梅田CLUB QUATTRO       |
| 2012年 | 12月30日 | LIVE*049 | 大阪大忘年会（2次会）                                                            | 梅田CLUB QUATTRO       |
| 2013年 | 01月26日 | LIVE*050 | 2013年明けまして初定期LIVE!                                                      | Zepp DiverCity (TOKYO) |
| 2013年 | 01月26日 | LIVE*051 | 挑戦! K-POPカバーVol.2                                                           | Zepp DiverCity (TOKYO) |
| 2013年 | 06月09日 | LIVE*052 | 先生、ご結婚おめでとうございます!ビックリ公演                                    | 渋谷duo MUSIC EXCHANGE |
| 2013年 | 06月09日 | LIVE*053 | 69 (ロック) の日                                                                 | 渋谷duo MUSIC EXCHANGE |
| 2013年 | 09月23日 | LIVE*054 | さよなら、定期ライブ-Season3-                                                    | 横浜BLITZ              |
| 2013年 | 09月23日 | LIVE*055 | さよなら、横浜BLITZ-お世話になりました TGS Discography Vol.3-                    | 横浜BLITZ              |
| 2013年 | 10月19日 | LIVE*056 | Season4の幕開け                                                                  | NIIGATA LOTS           |
| 2013年 | 10月19日 | LIVE*057 | 地方定期ライブの成功はこの新潟にかかってる!                                      | NIIGATA LOTS           |
| 2013年 | 11月04日 | LIVE*058 | ROAD TO BUDOKAN 2013 part1                                                       | 渋谷duo MUSIC EXCHANGE |
| 2013年 | 11月04日 | LIVE*059 | ROAD TO BUDOKAN 2013 part2                                                       | 渋谷duo MUSIC EXCHANGE |
| 2013年 | 12月30日 | LIVE*060 | 大阪忘年会2013（1次会）                                                          | 大阪BIG CAT            |
| 2013年 | 12月30日 | LIVE*061 | 大阪忘年会2013（2次会）                                                          | 大阪BIG CAT            |
| 2014年 | 02月23日 | LIVE*062 | サヨナラ、大阪。私、東京女子流になります by 中江友梨編                           | 梅田CLUB QUATTRO       |
| 2014年 | 02月23日 | LIVE*063 | サヨナラ、大阪。私、東京女子流になります by 小西彩乃編                           | 梅田CLUB QUATTRO       |
| 2014年 | 07月26日 | LIVE*064 | 第1回 じゃんけん大会 優勝県 高知女子流                                           | X-pt.                  |

#### 復刻版！定期ライブ
| 公演日 | 公演日   | #        | 公演名                                                    | 会場                                  |
| ------ | -------- | -------- | --------------------------------------------------------- | ------------------------------------- |
| 2017年 | 08月01日 | LIVE*029 | 女子流学園祭2011東京                                      | Mt.RAINIER HALL 渋谷PLEASURE PLEASURE |
| 2017年 | 08月19日 | LIVE*017 | 復刻！白フワ衣装！                                        | Mt.RAINIER HALL 渋谷PLEASURE PLEASURE |
| 2017年 | 08月19日 | LIVE*056 | Season4の幕開け                                           | Mt.RAINIER HALL 渋谷PLEASURE PLEASURE |
| 2017年 | 09月05日 | LIVE*026 | 浴衣でポ・ポンのポーン！                                  | Mt.RAINIER HALL 渋谷PLEASURE PLEASURE |
| 2017年 | 10月05日 | LIVE*020 | 20回記念! このペースだと5年で100回迎えちゃうぞスペシャル! | Mt.RAINIER HALL 渋谷PLEASURE PLEASURE |
| 2017年 | 10月18日 | LIVE*043 | 東京秋祭りナイト2012                                      | Mt.RAINIER HALL 渋谷PLEASURE PLEASURE |
| 2017年 | 11月06日 | LIVE*064 | 第1回じゃんけん大会 優勝県 高知女子流                     | Mt.RAINIER HALL 渋谷PLEASURE PLEASURE |
| 2017年 | 11月07日 | LIVE*044 | こちらトランスフォーマー部                                | Mt.RAINIER HALL 渋谷PLEASURE PLEASURE |
| 2017年 | 12月11日 | LIVE*060 | 大阪忘年会2013 (1次会)                                    | Mt.RAINIER HALL 渋谷PLEASURE PLEASURE |
| 2017年 | 12月12日 | LIVE*048 | 大阪大忘年会 (1次会)                                      | Mt.RAINIER HALL 渋谷PLEASURE PLEASURE |
| 2018年 | 01月11日 | LIVE*058 | ROAD TO BUDOKAN 2013 part1                                | Mt.RAINIER HALL 渋谷PLEASURE PLEASURE |
| 2018年 | 01月25日 | LIVE*047 | 大きな玉ねぎの下で～はるかなる想い～                      | Mt.RAINIER HALL 渋谷PLEASURE PLEASURE |
| 2018年 | 03月02日 | LIVE*037 | my graduation                                             | Mt.RAINIER HALL 渋谷PLEASURE PLEASURE |
| 2018年 | 03月23日 | LIVE*036 | 花粉症を吹っ飛ばせ！                                      | Mt.RAINIER HALL 渋谷PLEASURE PLEASURE |
| 2018年 | 04月27日 | LIVE*033 | 女子流学園祭2011神戸                                      | Mt.RAINIER HALL 渋谷PLEASURE PLEASURE |

#### 新＊定期ライブ
一部の公演はライブ音源がミュージックカードで商品化されている（いずれも期間限定販売）。
| 公演日 | 公演日   | #           | 公演名                                                                                  | 会場                                  | 備考                                                                                            | 音源化 |
| ------ | -------- | ----------- | --------------------------------------------------------------------------------------- | ------------------------------------- | ----------------------------------------------------------------------------------------------- | ------ |
| 2018年 | 05月26日 | EPISODE-1   | 〜キスひとつくらいあげる〜                                                              | Mt.RAINIER HALL 渋谷PLEASURE PLEASURE |                                                                                                 |        |
| 2018年 | 05月26日 | EPISODE-2   | 〜やっぱりkissはあーげないっ〜                                                          | Mt.RAINIER HALL 渋谷PLEASURE PLEASURE |                                                                                                 |        |
| 2018年 | 06月24日 | EPISODE-3   | 〜久しぶりの沖縄女子流〜                                                                | 沖縄・桜坂セントラル                  |                                                                                                 |        |
| 2018年 | 06月30日 | EPISODE-4   | 〜東京男子流 草食系〜                                                                   | Mt.RAINIER HALL 渋谷PLEASURE PLEASURE |                                                                                                 |        |
| 2018年 | 06月30日 | EPISODE-5   | 〜21歳になった中江友梨とゆかいな仲間たち〜                                              | Mt.RAINIER HALL 渋谷PLEASURE PLEASURE |                                                                                                 | ○      |
| 2018年 | 07月01日 | EPISODE-6   | 〜東京男子流 肉食系〜                                                                   | Mt.RAINIER HALL 渋谷PLEASURE PLEASURE |                                                                                                 |        |
| 2018年 | 07月01日 | EPISODE-7   | 〜明日21歳になる庄司芽生とゆかいな仲間たち〜                                            | Mt.RAINIER HALL 渋谷PLEASURE PLEASURE |                                                                                                 | ○      |
| 2018年 | 08月10日 | EPISODE-8   | 〜女子流甲子園 勝敗はあなたに委ねてる〜                                                 | Mt.RAINIER HALL 渋谷PLEASURE PLEASURE |                                                                                                 |        |
| 2018年 | 08月11日 | EPISODE-9   | 〜女子流夏祭り Day Time〜                                                               | Mt.RAINIER HALL 渋谷PLEASURE PLEASURE |                                                                                                 |        |
| 2018年 | 08月11日 | EPISODE-10  | 〜女子流夏祭り Night Time〜                                                             | Mt.RAINIER HALL 渋谷PLEASURE PLEASURE |                                                                                                 |        |
| 2018年 | 08月12日 | EPISODE-11  | 〜これぞっ!東京女子流 入門編〜                                                          | Mt.RAINIER HALL 渋谷PLEASURE PLEASURE |                                                                                                 |        |
| 2018年 | 08月12日 | EPISODE-12  | 〜これぞっ!東京女子流 上級編〜                                                          | Mt.RAINIER HALL 渋谷PLEASURE PLEASURE |                                                                                                 |        |
| 2018年 | 09月07日 | EPISODE-13  | 〜（ちょっと遅いですが）残暑お見舞い申し上げます〜                                      | Mt.RAINIER HALL 渋谷PLEASURE PLEASURE |                                                                                                 | ○      |
| 2018年 | 09月09日 | EPISODE-14  | 〜〇〇の秋〜                                                                            | Mt.RAINIER HALL 渋谷PLEASURE PLEASURE |                                                                                                 |        |
| 2018年 | 09月09日 | EPISODE-15  | 〜東京女子流から発表があります。〜                                                      | Mt.RAINIER HALL 渋谷PLEASURE PLEASURE |                                                                                                 |        |
| 2018年 | 10月14日 | EPISODE-16  | 東京女子流劇場風味（中江友梨プロデュースライブ）                                        | Mt.RAINIER HALL 渋谷PLEASURE PLEASURE |                                                                                                 | ○      |
| 2018年 | 10月14日 | EPISODE-17  | 庄司芽生 presents 東京女子流                                                            | Mt.RAINIER HALL 渋谷PLEASURE PLEASURE |                                                                                                 | ○      |
| 2018年 | 11月11日 | EPISODE-18  | 〜（勝手に）スタダDD祭り〜                                                              | Mt.RAINIER HALL 渋谷PLEASURE PLEASURE | ゲスト：ときめき♡宣伝部                                                                         |        |
| 2018年 | 12月28日 | EPISODE-19  | 〜東京 大忘年会2018〜                                                                   | Mt.RAINIER HALL 渋谷PLEASURE PLEASURE |                                                                                                 |        |
| 2019年 | 01月14日 | EPISODE-20  | あけましておめでとうございます〜新井ひとみプチ成人式〜                                  | Mt.RAINIER HALL 渋谷PLEASURE PLEASURE | タイトルは公演当日に来場者投票で決定。                                                          |        |
| 2019年 | 02月09日 | EPISODE-21  | 〜29の日〜                                                                              | Mt.RAINIER HALL 渋谷PLEASURE PLEASURE |                                                                                                 |        |
| 2019年 | 02月09日 | EPISODE-22  | 〜バレンタイン・キッスをあげる〜                                                        | Mt.RAINIER HALL 渋谷PLEASURE PLEASURE |                                                                                                 |        |
| 2019年 | 04月14日 | EPISODE-23  | 〜春が来た!〜                                                                           | Mt.RAINIER HALL 渋谷PLEASURE PLEASURE | 新井ひとみは「KOO輩DJ ひっと」として出演。                                                      | ○      |
| 2019年 | 04月14日 | EPISODE-24  | 〜新井ひとみ produce LIVE〜                                                             | Mt.RAINIER HALL 渋谷PLEASURE PLEASURE | 新井ひとみは「KOO輩DJ ひっと」として出演。                                                      | ○      |
| 2019年 | 05月06日 | EPISODE-25  | 〜〇〇元年 初ライブ〜                                                                   | Mt.RAINIER HALL 渋谷PLEASURE PLEASURE | 新井ひとみは「KOO輩DJ ひっと」として出演。                                                      |        |
| 2019年 | 05月06日 | EPISODE-26  | 〜10年目の キラリ☆〜                                                                    | Mt.RAINIER HALL 渋谷PLEASURE PLEASURE | 新井ひとみは「KOO輩DJ ひっと」として出演。                                                      |        |
| 2019年 | 06月15日 | EPISODE-27  | 〜梅雨の候〜                                                                            | Mt.RAINIER HALL 渋谷PLEASURE PLEASURE |                                                                                                 | ○      |
| 2019年 | 06月15日 | EPISODE-28  | 〜女子流さくらんぼ〜                                                                    | Mt.RAINIER HALL 渋谷PLEASURE PLEASURE |                                                                                                 | ○      |
| 2019年 | 07月13日 | EPISODE-29  | 〜Wink女子流〜                                                                          | Mt.RAINIER HALL 渋谷PLEASURE PLEASURE |                                                                                                 |        |
| 2019年 | 07月13日 | EPISODE-30  | 〜青い海、白い砂浜〜                                                                    | Mt.RAINIER HALL 渋谷PLEASURE PLEASURE |                                                                                                 |        |
| 2019年 | 07月14日 | EPISODE-31  | 〜今年も暑いですね。でも女子流ライブはもっと暑いですよ〜                                | Mt.RAINIER HALL 渋谷PLEASURE PLEASURE |                                                                                                 | ○      |
| 2019年 | 07月14日 | EPISODE-32  | 〜女子流の怪談〜                                                                        | Mt.RAINIER HALL 渋谷PLEASURE PLEASURE |                                                                                                 | ○      |
| 2019年 | 08月18日 | EPISODE-33  | 〜TGS夏祭り2019編〜                                                                     | Mt.RAINIER HALL 渋谷PLEASURE PLEASURE |                                                                                                 |        |
| 2019年 | 08月18日 | EPISODE-34  | 〜ノンストップ!真夏の夜〜                                                               | Mt.RAINIER HALL 渋谷PLEASURE PLEASURE |                                                                                                 | ○      |
| 2019年 | 11月03日 | EPISODE-37  | 〜女子流文化祭〜                                                                        | Mt.RAINIER HALL 渋谷PLEASURE PLEASURE |                                                                                                 |        |
| 2019年 | 11月03日 | EPISODE-38  | 〜アニソン女子流〜                                                                      | Mt.RAINIER HALL 渋谷PLEASURE PLEASURE |                                                                                                 |        |
| 2019年 | 11月04日 | EPISODE-39  | 〜遅れてやってきたハロウィンライブ〜                                                    | Mt.RAINIER HALL 渋谷PLEASURE PLEASURE |                                                                                                 |        |
| 2020年 | 01月13日 | EPISODE-40  | 〜明けまして2020年初定期ライブ〜                                                        | Mt.RAINIER HALL 渋谷PLEASURE PLEASURE |                                                                                                 |        |
| 2020年 | 01月13日 | EPISODE-41  | 追憶 〜マウントレーニアホールという名〜                                                 | Mt.RAINIER HALL 渋谷PLEASURE PLEASURE |                                                                                                 |        |
| 2020年 | 01月25日 | EPISODE-35  | 〜LIVE HOUSE TOUR 2019 Birthplace〜それぞれの原点〜 東京編〜                            | Mt.RAINIER HALL 渋谷PLEASURE PLEASURE | 2019年10月12日に開催予定だったが、 令和元年東日本台風（台風19号）の直撃を考慮し公演日程を変更。 |        |
| 2020年 | 01月25日 | EPISODE-36  | 〜LIVE HOUSE TOUR 2019 Birthplace〜それぞれの原点〜 後夜祭〜                            | Mt.RAINIER HALL 渋谷PLEASURE PLEASURE | 2019年10月12日に開催予定だったが、 令和元年東日本台風（台風19号）の直撃を考慮し公演日程を変更。 |        |
| 2020年 | 02月14日 | EPISODE-42  | 〜チョコをあげたい〜                                                                    | SHIBUYA PLEASURE PLEASURE             |                                                                                                 |        |
| 2020年 | 02月15日 | EPISODE-43  | 〜"M"〜                                                                                 | SHIBUYA PLEASURE PLEASURE             |                                                                                                 |        |
| 2020年 | 02月15日 | EPISODE-44  | 〜白雪姫のつもりで仮装したはずなのにダークに仕上がってしまった件〜                      | SHIBUYA PLEASURE PLEASURE             |                                                                                                 |        |
| 2020年 | 03月22日 | EPISODE-45  | 卒業式 〜誰も卒業しませんが〜                                                           | SHIBUYA PLEASURE PLEASURE             |                                                                                                 |        |
| 2020年 | 03月22日 | EPISODE-46  | 〜春色ワンピース〜                                                                      | SHIBUYA PLEASURE PLEASURE             |                                                                                                 |        |
| 2020年 | 04月18日 | EPISODE-47  | ～女子流桜をみる回～                                                                    | SHIBUYA PLEASURE PLEASURE             |                                                                                                 |        |
| 2020年 | 04月18日 | EPISODE-48  | ～PARTYのおしらせ～                                                                     | SHIBUYA PLEASURE PLEASURE             |                                                                                                 |        |
| 2020年 | 05月09日 | EPISODE-49  | ～10th anniversary single発売記念ノンストップライブ～                                   | SHIBUYA PLEASURE PLEASURE             |                                                                                                 |        |
| 2022年 | 01月16日 | EPISODE-50  | ～★NEW YEAR LIVE 2022★～                                                                | SHIBUYA PLEASURE PLEASURE             |                                                                                                 |        |
| 2022年 | 01月16日 | EPISODE-51  | ～*TORA GIRLS' STYLE*～                                                                 | SHIBUYA PLEASURE PLEASURE             |                                                                                                 |        |
| 2022年 | 01月29日 | EPISODE-52  | ～days*～                                                                               | SHIBUYA PLEASURE PLEASURE             |                                                                                                 |        |
| 2022年 | 01月29日 | EPISODE-53  | ～TJO×TGS☆ノンストップライブ～ ☆ SPECIAL GUEST DJ： TJO                                 | SHIBUYA PLEASURE PLEASURE             |                                                                                                 |        |
| 2022年 | 02月11日 | EPISODE-54  | ～Happy Valentin's Day school ver.～                                                    | SHIBUYA PLEASURE PLEASURE             |                                                                                                 |        |
| 2022年 | 02月11日 | EPISODE-55  | ～今日は何の日？～                                                                      | SHIBUYA PLEASURE PLEASURE             |                                                                                                 |        |
| 2022年 | 02月12日 | EPISODE-56  | ～Happy Valentin's Day Sweet？ or Bitter？～                                            | SHIBUYA PLEASURE PLEASURE             |                                                                                                 |        |
| 2022年 | 02月12日 | EPISODE-57  | ～Thank you！Winter*～                                                                  | SHIBUYA PLEASURE PLEASURE             |                                                                                                 |        |
| 2022年 | 03月12日 | EPISODE-58  | ～東京"レディース"流～                                                                  | SHIBUYA PLEASURE PLEASURE             |                                                                                                 |        |
| 2022年 | 04月16日 | EPISODE-59  | ～レッツゴー!! LINE CUBE SHIBUYA！～                                                    | SHIBUYA PLEASURE PLEASURE             |                                                                                                 |        |
| 2022年 | 04月16日 | EPISODE-60  | ～あ、考えてみたら女子流が12周年、新井ひとみは24歳！女子流と新井ひとみの半分記念日☆!!～ | SHIBUYA PLEASURE PLEASURE             |                                                                                                 |        |
| 2022年 | 05月17日 | EPISODE-61  | ～LINE CUBE SHIBUYA アフターパーティー☆！キラリ☆～                                      | SHIBUYA PLEASURE PLEASURE             |                                                                                                 |        |
| 2022年 | 05月17日 | EPISODE-62  | ～LINE CUBE SHIBUYA アフターパーティー☆！days*～                                        | SHIBUYA PLEASURE PLEASURE             |                                                                                                 |        |
| 2022年 | 06月11日 | EPISODE-63  | 中江友梨が贈る～Birthday party～ ドレスコード：黄色♡                                    | SHIBUYA PLEASURE PLEASURE             |                                                                                                 |        |
| 2022年 | 06月11日 | EPISODE-64  | 山邊未夢生誕祭～from me to you～                                                        | SHIBUYA PLEASURE PLEASURE             |                                                                                                 |        |
| 2022年 | 07月17日 | EPISODE-65  | ～東京～                                                                                | SHIBUYA PLEASURE PLEASURE             |                                                                                                 |        |
| 2022年 | 07月17日 | EPISODE-66  | ～MEI SHOJI BIRTHDAY LIVE 25～                                                          | SHIBUYA PLEASURE PLEASURE             |                                                                                                 |        |
| 2022年 | 07月18日 | EPISODE-67  | ～弾けるTGS！夏到来！～                                                                 | SHIBUYA PLEASURE PLEASURE             |                                                                                                 |        |
| 2022年 | 07月18日 | EPISODE-68  | ～まるはじ presents 新＊定期ライブ凱旋公演☆～                                           | SHIBUYA PLEASURE PLEASURE             |                                                                                                 |        |
| 2022年 | 08月12日 | EPISODE-69  | ～"ノクターナル" 全曲ライブ part1～                                                     | SHIBUYA PLEASURE PLEASURE             |                                                                                                 |        |
| 2022年 | 09月17日 | EPISODE-70  | ～女子流の夏2022 "完"～                                                                 | SHIBUYA PLEASURE PLEASURE             |                                                                                                 |        |
| 2022年 | 09月17日 | EPISODE-71  | ～917女子流～                                                                           | SHIBUYA PLEASURE PLEASURE             |                                                                                                 |        |
| 2022年 | 09月18日 | EPISODE-72  | ～女子流の秋 はーじーめーましたー♪～                                                    | SHIBUYA PLEASURE PLEASURE             |                                                                                                 |        |
| 2022年 | 09月18日 | EPISODE-73  | ～このライブもしかして？！まぼろしー☆～                                                 | SHIBUYA PLEASURE PLEASURE             |                                                                                                 |        |
| 2022年 | 10月08日 | EPISODE-74  | ～"ノクターナル"♪～                                                                     | SHIBUYA PLEASURE PLEASURE             |                                                                                                 |        |
| 2022年 | 10月08日 | EPISODE-75  | ～"ノクターナル" 全曲ライブ part2～                                                     | SHIBUYA PLEASURE PLEASURE             |                                                                                                 |        |
| 2022年 | 10月09日 | EPISODE-76  | ～Halloween Live 2022 ★仮装パーティー★～                                                | SHIBUYA PLEASURE PLEASURE             |                                                                                                 |        |
| 2022年 | 10月10日 | EPISODE-77  | ～～We are Tokyo Girls' Style♡～                                                        | SHIBUYA PLEASURE PLEASURE             |                                                                                                 |        |
| 2022年 | 11月12日 | EPISODE-78  | ～"紅い"*女子流*～                                                                      | SHIBUYA PLEASURE PLEASURE             |                                                                                                 |        |
| 2022年 | 11月12日 | EPISODE-79  | ～"立冬"京女子流 2022*～                                                                | SHIBUYA PLEASURE PLEASURE             |                                                                                                 |        |
| 2022年 | 12月09日 | EPISODE-80  | あわてんぼうの女子流サンタ♡                                                             | SHIBUYA PLEASURE PLEASURE             |                                                                                                 |        |
| 2022年 | 12月30日 | EPISODE-81  | リクエストアワー2022 ～ベスト10～                                                       | SHIBUYA PLEASURE PLEASURE             |                                                                                                 |        |
| 2022年 | 12月30日 | EPISODE-82  | 女子流大忘年会2022                                                                      | SHIBUYA PLEASURE PLEASURE             |                                                                                                 |        |
| 2023年 | 01月28日 | EPISODE-83  | A Hap"Pyon♪" New Year 2023                                                              | SHIBUYA PLEASURE PLEASURE             |                                                                                                 |        |
| 2023年 | 01月28日 | EPISODE-84  | 女子流*Liveに福来る♡                                                                    | SHIBUYA PLEASURE PLEASURE             |                                                                                                 |        |
| 2023年 | 02月11日 | EPISODE-85  | [挑戦状] 女子流鬼を撃退せよ！！                                                         | SHIBUYA PLEASURE PLEASURE             |                                                                                                 |        |
| 2023年 | 02月12日 | EPISODE-86  | ハッピーバレンタイン♡ ～恋の行方はいったい？！～                                        | SHIBUYA PLEASURE PLEASURE             |                                                                                                 |        |
| 2023年 | 02月18日 | EPISODE-88  | 八八-末広がり公演-                                                                      | SHIBUYA PLEASURE PLEASURE             |                                                                                                 |        |
| 2023年 | 02月19日 | EPISODE-89  | ♡Valentine Live♡                                                                        | SHIBUYA PLEASURE PLEASURE             |                                                                                                 |        |
| 2023年 | 03月25日 | EPISODE-90  | 祝！90回記念！                                                                          | SHIBUYA PLEASURE PLEASURE             |                                                                                                 |        |
| 2023年 | 04月22日 | EPISODE-91  | あっぱれ！これはどっちの新井ひとみ?! わけワカメ～                                       | SHIBUYA PLEASURE PLEASURE             |                                                                                                 |        |
| 2023年 | 04月22日 | -           | 新井ひとみ生誕イベント ～ヒット♡!! 解き放たれた瞬間2023～                               | SHIBUYA PLEASURE PLEASURE             |                                                                                                 |        |
| 2023年 | 04月23日 | EPISODE-92  | 花より女子流♪、春が来た！                                                               | SHIBUYA PLEASURE PLEASURE             |                                                                                                 |        |
| 2023年 | 04月23日 | EPISODE-93  | デビュー13周年へ向けてREADY GO！★                                                       | SHIBUYA PLEASURE PLEASURE             |                                                                                                 |        |
| 2023年 | 06月25日 | EPISODE-94  | 山邊未夢生誕ライブ ～Be-nation～                                                        | SHIBUYA PLEASURE PLEASURE             |                                                                                                 |        |
| 2023年 | 06月25日 | EPISODE-95  | "It's Showtime! Yuri's 26th Birthday Live!!"                                            | SHIBUYA PLEASURE PLEASURE             |                                                                                                 |        |
| 2023年 | 07月15日 | EPISODE-96  | ～TOKYO SUMMER STYLE～                                                                  | SHIBUYA PLEASURE PLEASURE             |                                                                                                 |        |
| 2023年 | 07月15日 | -           | 山邊未夢生誕イベント ～Dreaming Blue Moon～                                             | SHIBUYA PLEASURE PLEASURE             |                                                                                                 |        |
| 2023年 | 07月16日 | EPISODE-97  | 夏祭り～女子流*縁日～                                                                   | SHIBUYA PLEASURE PLEASURE             |                                                                                                 |        |
| 2023年 | 07月16日 | -           | 中江友梨生誕イベント "スナック友梨、本日やってます。"                                   | SHIBUYA PLEASURE PLEASURE             |                                                                                                 |        |
| 2023年 | 07月17日 | EPISODE-98  | MEi SHOJi BiRTHDAY LiVE -BLUE-                                                          | SHIBUYA PLEASURE PLEASURE             |                                                                                                 |        |
| 2023年 | 08月11日 | EPISODE-99  | ～真夏の紅白歌合戦2023★～                                                               | SHIBUYA PLEASURE PLEASURE             |                                                                                                 |        |
| 2023年 | 08月12日 | EPISODE-100 | ～女子流と踊る暑い夏♪ 祝！100回！～                                                     | SHIBUYA PLEASURE PLEASURE             |                                                                                                 |        |
| 2023年 | 08月12日 | -           | 庄司芽生生誕イベント ～誕生日から1ヶ月☺ハピハピハッピーバースデー☆！～                  | SHIBUYA PLEASURE PLEASURE             |                                                                                                 |        |
| 2023年 | 08月13日 | EPISODE-101 | ～*TOKYO GIRLS' FESTIVAL*～                                                             | SHIBUYA PLEASURE PLEASURE             |                                                                                                 |        |
| 2023年 | 08月13日 | EPISODE-102 | 女子流の夏～後夜祭～                                                                    | SHIBUYA PLEASURE PLEASURE             |                                                                                                 |        |
| 2023年 | 09月16日 | EPISODE-103 | ～あつまれ！女子流の森！～                                                              | SHIBUYA PLEASURE PLEASURE             |                                                                                                 |        |
| 2023年 | 09月16日 | EPISODE-104 | ～女子流と夜会～                                                                        | SHIBUYA PLEASURE PLEASURE             |                                                                                                 |        |
| 2023年 | 10月07日 | EPISODE-105 | ～♪Autumn Party♪～                                                                      | SHIBUYA PLEASURE PLEASURE             |                                                                                                 |        |
| 2023年 | 10月07日 | EPISODE-106 | TOKYO GIRLS' PARTY ～キュンを差し上げます♡～                                            | SHIBUYA PLEASURE PLEASURE             |                                                                                                 |        |
| 2023年 | 10月08日 | EPISODE-107 | ～Let's get together now☆！～                                                           | SHIBUYA PLEASURE PLEASURE             |                                                                                                 |        |
| 2023年 | 10月08日 | EPISODE-108 | ～60分？！ノンストップライブ！！～                                                      | SHIBUYA PLEASURE PLEASURE             |                                                                                                 |        |
| 2023年 | 10月09日 | EPISODE-109 | ～＊Halloween Live 2023＊～                                                             | SHIBUYA PLEASURE PLEASURE             |                                                                                                 |        |
| 2023年 | 11月11日 | EPISODE-110 | ～"立冬"京女子流 2023＊～                                                               | SHIBUYA PLEASURE PLEASURE             |                                                                                                 |        |
| 2023年 | 11月11日 | EPISODE-111 | ～超11(イイ♪)女子流♡！～                                                                | SHIBUYA PLEASURE PLEASURE             |                                                                                                 |        |
| 2023年 | 12月30日 | EPISODE-112 | ～リクエストアワー2023 ベスト10～                                                       | SHIBUYA PLEASURE PLEASURE             |                                                                                                 |        |
| 2023年 | 12月30日 | EPISODE-113 | ～女子流大忘年会2023～                                                                  | SHIBUYA PLEASURE PLEASURE             |                                                                                                 |        |
| 2024年 | 01月20日 | EPISODE-114 | ～Happy "New" Year 2024♪～                                                              | SHIBUYA PLEASURE PLEASURE             |                                                                                                 |        |
| 2024年 | 01月20日 | EPISODE-115 | TGS number ★ ～Tsu-bangai～                                                             | SHIBUYA PLEASURE PLEASURE             |                                                                                                 |        |
| 2024年 | 01月21日 | EPISODE-116 | ～*東京女子"龍"*～                                                                      | SHIBUYA PLEASURE PLEASURE             |                                                                                                 |        |
| 2024年 | 01月21日 | EPISODE-117 | ～Road to #女子流Zepp！～                                                               | SHIBUYA PLEASURE PLEASURE             |                                                                                                 |        |
| 2024年 | 02月17日 | EPISODE-118 | 2:30 Live～♪東京女子流が14時30分をお知らせします♪～                                     | SHIBUYA PLEASURE PLEASURE             |                                                                                                 |        |
| 2024年 | 02月17日 | -           | バレンタインスペシャルミニライブ & 特典会                                               | SHIBUYA PLEASURE PLEASURE             |                                                                                                 |        |
| 2024年 | 04月20日 | EPISODE-119 | Road to #女子流Zepp ～直前だョ！全員集合～                                              | SHIBUYA PLEASURE PLEASURE             |                                                                                                 |        |
| 2024年 | 04月20日 | EPISODE-120 | ～26歳!!♡新井ひとみと新井ひとみの合併式♡～                                              | SHIBUYA PLEASURE PLEASURE             |                                                                                                 |        |
| 2024年 | 07月13日 | EPISODE-121 | TGS SUMMER LIVE 2024 ～女子流"愛"まだまだ上昇中？！～                                   | SHIBUYA PLEASURE PLEASURE             |                                                                                                 |        |
| 2024年 | 07月13日 | EPISODE-122 | #はっぴーべーすでー28 ～Be-nation 2024～                                                | SHIBUYA PLEASURE PLEASURE             |                                                                                                 |        |
| 2024年 | 07月14日 | EPISODE-123 | 27th Anniversary ～Nakae-chan's Birthday Party*～                                       | SHIBUYA PLEASURE PLEASURE             |                                                                                                 |        |
| 2024年 | 07月14日 | EPISODE-124 | TGS SUMMER LIVE 2024 ～Attack Hyper Beat SUMMER！～                                     | SHIBUYA PLEASURE PLEASURE             |                                                                                                 |        |
| 2024年 | 08月17日 | EPISODE-125 | TGS SUMMER LIVE 2024 ～ALOHA*真夏の女子流祭～                                           | SHIBUYA PLEASURE PLEASURE             |                                                                                                 |        |
| 2024年 | 08月17日 | EPISODE-126 | TGS SUMMER LIVE 2024 ～女子流と星降る夜に…☆～                                           | SHIBUYA PLEASURE PLEASURE             |                                                                                                 |        |
| 2024年 | 08月18日 | EPISODE-127 | MEi SHOJi BiRTHDAY LiVE 2024 -発芽祭-                                                   | SHIBUYA PLEASURE PLEASURE             |                                                                                                 |        |
| 2024年 | 08月18日 | EPISODE-128 | TGS SUMMER LIVE 2024 ～サマー・メモリーズ～                                             | SHIBUYA PLEASURE PLEASURE             |                                                                                                 |        |
| 2024年 | 10月14日 | EPISODE-129 | TGS AUTUMN LIVE 2024 ～女子流音楽祭*～                                                  | SHIBUYA PLEASURE PLEASURE             |                                                                                                 |        |
| 2024年 | 10月14日 | EPISODE-130 | TGS AUTUMN LIVE 2024 ～HALLOWEEN NIGHT～                                                | SHIBUYA PLEASURE PLEASURE             |                                                                                                 |        |
| 2024年 | 11月23日 | EPISODE-131 | TGS WINTER LIVE 2024 ～"立冬"京女子流 2024*～                                           | SHIBUYA PLEASURE PLEASURE             |                                                                                                 |        |
| 2024年 | 11月23日 | EPISODE-132 | TGS ご褒美 LIVE 2024 ～いつも頑張っているあなたへ～                                     | SHIBUYA PLEASURE PLEASURE             |                                                                                                 |        |
| 2024年 | 12月28日 | EPISODE-133 | TGS CHRISTMAS LIVE 2024 ～ちょっと、遅れます。。 *女子流サンタより*                     | SHIBUYA PLEASURE PLEASURE             |                                                                                                 |        |
| 2024年 | 12月28日 | EPISODE-134 | TGS リクエストアワー 2024 ☆                                                             | SHIBUYA PLEASURE PLEASURE             |                                                                                                 |        |
| 2024年 | 12月29日 | EPISODE-135 | TGS WINTER LIVE 2024 ～女子流大忘年会2024♪～                                            | SHIBUYA PLEASURE PLEASURE             |                                                                                                 |        |

#### キミニヲクルLIVE* SD
| 公演日 | 公演日    | #      | 公演名                                                     | 会場                  |
| ------ | --------- | ------ | ---------------------------------------------------------- | --------------------- |
| 2020年 | 12月19日  | SD-01  | 大忘年会2020 ありがとうをキミニヲクル                      | 渋谷PLEASURE PLEASURE |
| 2020年 | 12月25日  | SD-02  | 聖なる夜に女子流サンタからのヲクリモノ                     | 渋谷PLEASURE PLEASURE |
| 2021年 | 01月30日  | SD-03  | あけました！ Hello,TGS 2021                                | 渋谷PLEASURE PLEASURE |
| 2021年 | 03月27日  | SD-04  | ひとみにヲクル卒業式                                       | 渋谷PLEASURE PLEASURE |
| 2021年 | 03月27日  | SD-05  | Remix Release Party                                        | 渋谷PLEASURE PLEASURE |
| 2021年 | 03月28日  | SD-06  | 女子流の春満開*～花柄ワンピース～                          | 渋谷PLEASURE PLEASURE |
| 2021年 | 04月16日  | SD-07  | ハッピー*TGSイースター*                                    | 渋谷PLEASURE PLEASURE |
| 2021年 | 04月17日  | SD-08  | 4/10といえば…? ひとみ23rd Anniversary★！                   | 渋谷PLEASURE PLEASURE |
| 2021年 | 04月17日  | SD-09  | 女子流*入社式                                              | 渋谷PLEASURE PLEASURE |
| 2021年 | 05月22日  | SD-010 | TOKYO GIRL'S STYLE*11周年記念ライブ☆新井ひとみ 編☆         | 渋谷PLEASURE PLEASURE |
| 2021年 | 05月22日  | SD-011 | TOKYO GIRL'S STYLE*11周年記念ライブ☆中江友梨 編☆           | 渋谷PLEASURE PLEASURE |
| 2021年 | 05月23日  | SD-012 | TOKYO GIRL'S STYLE*11周年記念ライブ☆庄司芽生 編☆           | 渋谷PLEASURE PLEASURE |
| 2021年 | 05月23日  | SD-013 | TOKYO GIRL'S STYLE*11周年記念ライブ☆山邊未夢 編☆           | 渋谷PLEASURE PLEASURE |
| 2021年 | 06月18日  | SD-014 | 華金女子流 ～この"華"束をあげたいわけは…？～               | 渋谷PLEASURE PLEASURE |
| 2021年 | 06月19日  | SD-015 | ***フェスからのー!!! 夜は*TGS*フェスティバル♡              | 渋谷PLEASURE PLEASURE |
| 2021年 | 06月20日  | SD-016 | 山邊未夢 生誕祭2021 ～べーさん24→25への階段をのぼる～      | 渋谷PLEASURE PLEASURE |
| 2021年 | 06月20日  | SD-017 | 中江友梨 生誕祭2021 ～ゆりちゃんまもなく24になります！！～ | 渋谷PLEASURE PLEASURE |
| 2021年 | 07月16日  | SD-018 | 華金女子流 ～トーキョー居酒屋スタイル～                    | 渋谷PLEASURE PLEASURE |
| 2021年 | 07月17日  | SD-019 | 庄司芽生 生誕祭2021 ～めいの軌跡～                         | 渋谷PLEASURE PLEASURE |
| 2021年 | 09月17日  | SD-026 | 華金女子流 ～TGS BAR～                                     | 渋谷PLEASURE PLEASURE |
| 2021年 | 09月18日  | SD-027 | 女子流おとぎ話 ～ガラスの靴を履けるのは？～                | 渋谷PLEASURE PLEASURE |
| 2021年 | 09月20日  | SD-028 | 女子流 秋の音楽祭*                                         | 渋谷PLEASURE PLEASURE |
| 2021年 | 010月23日 | SD-022 | 夏休みバンザイ！ ～ラジオ体操第１～                        | 渋谷PLEASURE PLEASURE |
| 2021年 | 010月23日 | SD-023 | 女子流**祭り ～ヒュードロドロ～                            | 渋谷PLEASURE PLEASURE |
| 2021年 | 010月24日 | SD-024 | 8月だョ！全員集合～！                                      | 渋谷PLEASURE PLEASURE |
| 2021年 | 010月24日 | SD-025 | 女子流**祭り ～ヒューバンッッッッ～                        | 渋谷PLEASURE PLEASURE |
| 2021年 | 011月13日 | SD-029 | Welcome to TGS LIVE！                                      | 渋谷PLEASURE PLEASURE |
| 2021年 | 011月13日 | SD-030 | 諸事情で10月に出来なかった為…11月にハロウィンライブ☆       | 渋谷PLEASURE PLEASURE |
| 2021年 | 011月14日 | SD-031 | *立"冬"京女子流*                                           | 渋谷PLEASURE PLEASURE |
| 2021年 | 011月14日 | SD-032 | 深い夜 Night！Night！Night！                               | 渋谷PLEASURE PLEASURE |
| 2021年 | 012月11日 | SD-033 | *女子流大忘年会 2021*                                      | 渋谷PLEASURE PLEASURE |
| 2021年 | 012月24日 | SD-034 | *あなたのためのクリスマスイブ*                             | 渋谷PLEASURE PLEASURE |

### ライブ
| 公演日                      | #                                                        | 公演名 | 会場                                  |
| --------------------------- | -------------------------------------------------------- | --- | ------------------------------------- |
| 2011年05月01日              | 1st JAPAN TOUR                                           | 1st JAPAN TOUR 2011 〜鼓動の秘密〜                                                                              | 心斎橋CLUB QUATTRO                    |
| 2011年05月03日              | 1st JAPAN TOUR                                           | 1st JAPAN TOUR 2011 〜鼓動の秘密〜                                                                              | 渋谷CLUB QUATTRO                      |
| 2011年05月05日              | 1st JAPAN TOUR                                           | 1st JAPAN TOUR 2011 〜鼓動の秘密〜                                                                              | 名古屋CLUB QUATTRO                    |
| 2011年05月07日              | 1st JAPAN TOUR                                           | 1st JAPAN TOUR 2011 〜鼓動の秘密〜                                                                              | 広島CLUB QUATTRO                      |
| 2011年10月22日              | CONCERT*01                                               | Limited addiction                                                                                               | 天王洲 銀河劇場                       |
| 2011年12月24日              | CONCERT*02                                               | Christmas Live 2011                                                                                             | 中野サンプラザ                        |
| 2012年04月30日              | 2nd JAPAN TOUR                                           | 2nd JAPAN TOUR 2012〜Limited addiction〜                                                                        | 札幌cube garden                       |
| 2012年05月04日              | 2nd JAPAN TOUR                                           | 2nd JAPAN TOUR 2012〜Limited addiction〜                                                                        | 梅田CLUB QUATTRO                      |
| 2012年05月06日              | 2nd JAPAN TOUR                                           | 2nd JAPAN TOUR 2012〜Limited addiction〜                                                                        | 仙台Rensa                             |
| 2012年05月12日              | 2nd JAPAN TOUR                                           | 2nd JAPAN TOUR 2012〜Limited addiction〜                                                                        | 名古屋E.L.L.                          |
| 2012年05月13日              | 2nd JAPAN TOUR                                           | 2nd JAPAN TOUR 2012〜Limited addiction〜                                                                        | 福岡BEAT STATION                      |
| 2012年05月20日              | 2nd JAPAN TOUR CONCERT*03                                | 2nd JAPAN TOUR 2012〜Limited addiction〜 CONCERT*03『Rock you!』                                                | 日比谷野外音楽堂                      |
| 2012年12月22日              | -                                                        | TOKYO GIRLS' STYLE 『LIVE AT BUDOKAN 2012』                                                                     | 日本武道館                            |
| 2013年04月20日              | 3rd JAPAN TOUR                                           | 3rd JAPAN TOUR 2013 〜『約束』〜                                                                                | Zepp Tokyo                            |
| 2013年04月27日              | 3rd JAPAN TOUR                                           | 3rd JAPAN TOUR 2013 〜『約束』〜                                                                                | Zepp Nagoya                           |
| 2013年04月28日              | 3rd JAPAN TOUR                                           | 3rd JAPAN TOUR 2013 〜『約束』〜                                                                                | Zepp Namba                            |
| 2013年05月03日              | 3rd JAPAN TOUR                                           | 3rd JAPAN TOUR 2013 〜『約束』〜                                                                                | Zepp Fukuoka                          |
| 2013年05月05日              | 3rd JAPAN TOUR                                           | 3rd JAPAN TOUR 2013 〜『約束』〜                                                                                | 仙台Rensa                             |
| 2013年05月12日              | 3rd JAPAN TOUR                                           | 3rd JAPAN TOUR 2013 〜『約束』〜                                                                                | Zepp Sapporo                          |
| 2013年05月18・19日 追加公演 | 3rd JAPAN TOUR                                           | 3rd JAPAN TOUR 2013 〜『約束』〜                                                                                | 横浜BLITZ                             |
| 2013年12月22日              | -                                                        | TOKYO GIRLS' STYLE 『LIVE AT BUDOKAN 2013』                                                                     | 日本武道館                            |
| 2014年03月15日              | 4th JAPAN TOUR                                           | 4th JAPAN TOUR 2014 〜『Royal Mirrorball Discotheque』〜                                                        | Zepp Namba                            |
| 2014年03月16日              | 4th JAPAN TOUR                                           | 4th JAPAN TOUR 2014 〜『Royal Mirrorball Discotheque』〜                                                        | Zepp Nagoya                           |
| 2014年03月30日              | 4th JAPAN TOUR                                           | 4th JAPAN TOUR 2014 〜『Royal Mirrorball Discotheque』〜                                                        | Zepp DiverCity                        |
| 2014年04月5・6日            | 4th JAPAN TOUR                                           | 4th JAPAN TOUR 2014 〜『Royal Mirrorball Discotheque』〜                                                        | Shibuya AX                            |
| 2014年05月03日              | 4th JAPAN TOUR                                           | 4th JAPAN TOUR 2014 〜『Royal Mirrorball Discotheque』〜                                                        | 札幌PENNY LANE 24                     |
| 2014年05月05日              | 4th JAPAN TOUR                                           | 4th JAPAN TOUR 2014 〜『Royal Mirrorball Discotheque』〜                                                        | 仙台Rensa                             |
| 2014年05月17日              | 4th JAPAN TOUR                                           | 4th JAPAN TOUR 2014 〜『Royal Mirrorball Discotheque』〜                                                        | 福岡イムズホール                      |
| 2014年06月15日              | 4th JAPAN TOUR CONCERT*04                                | 4th JAPAN TOUR 2014 〜『Royal Mirrorball Discotheque』〜 CONCERT*04 〜野音Again〜 with 土方隆行バンド (bonsai.) | 日比谷野外音楽堂                      |
| 2014年12月20日              | CONCERT*05                                               | 〜カワイイ満載見納めPARTY〜                                                                                     | 渋谷公会堂                            |
| 2014年12月20日              | CONCERT*06                                               | 〜STEP UP TO THE NEXT STAGE〜                                                                                   | 渋谷公会堂                            |
| 2015年06月13日              | -                                                        | TOKYO GIRLS' STYLE 5th Anniversary LIVE -キラリ☆ into the new world-                                            | Zepp DiverCity                        |
| 2015年09月22日              | TOKYO GIRLS' STYLE presents LIVE PARTY 2015              | -RED- | duo MUSIC EXCHANGE                    |
| 2015年09月22日              | TOKYO GIRLS' STYLE presents LIVE PARTY 2015              | -きみの♡も赤くする-                                                                                             | duo MUSIC EXCHANGE                    |
| 2015年11月15日              | TOKYO GIRLS' STYLE presents LIVE PARTY 2015              | -秋祭り- | duo MUSIC EXCHANGE                    |
| 2015年11月15日              | TOKYO GIRLS' STYLE presents LIVE PARTY 2015              | -秋の夜長- | duo MUSIC EXCHANGE                    |
| 2015年12月26日              | TOKYO GIRLS' STYLE presents LIVE PARTY 2015              | FINAL | 品川ステラボール                      |
| 2015年12月30日              | 東京女子流LIVE 大阪大忘年会2015                          | 1次会 | 梅田クラブクアトロ                    |
| 2015年12月30日              | 東京女子流LIVE 大阪大忘年会2015                          | 2次会 | 梅田クラブクアトロ                    |
| 2016年01月17日              | TGS LIVE 2016 -January-                                  | Part 1 | duo MUSIC EXCHANGE                    |
| 2016年01月17日              | TGS LIVE 2016 -January-                                  | Part 2 | duo MUSIC EXCHANGE                    |
| 2016年02月20日              | TGS LIVE 2016 -February-                                 | Part 1 | duo MUSIC EXCHANGE                    |
| 2016年02月20日              | TGS LIVE 2016 -February-                                 | Part 2 | duo MUSIC EXCHANGE                    |
| 2016年03月26日              | TGS LIVE 2016 -March-                                    | Part 1 | duo MUSIC EXCHANGE                    |
| 2016年03月26日              | TGS LIVE 2016 -March-                                    | Part 2 | duo MUSIC EXCHANGE                    |
| 2016年05月14日              | No Fear presents TGS LIVE 2016 Supported by @JAM         | -TAIPEI- | The WALL (台北)                       |
| 2016年05月15日              | No Fear presents TGS LIVE 2016 Supported by @JAM         | -HONG KONG- | Hidden Agenda (香港)                  |
| 2016年07月03日              | TGS LIVE 2016 -Astalight*-                               | Part 1 | 渋谷Glad                              |
| 2016年07月03日              | TGS LIVE 2016 -Astalight*-                               | Part 2 | 渋谷Glad                              |
| 2016年07月03日              | TGS LIVE 2016 -Astalight*-                               | Part 3 | 渋谷Glad                              |
| 2016年09月10日              | TGS LIVE 2016                                            | 〜第3回 じゃんけん大会 優勝県 和歌山女子流〜                                                                    | 和歌山 SHELTER                        |
| 2016年10月09日              | TGS LIVE 2016 〜原宿女子流〜                             | Part 1 | 原宿Astro Hall                        |
| 2016年10月09日              | TGS LIVE 2016 〜原宿女子流〜                             | Part 2 | 原宿Astro Hall                        |
| 2016年10月30日              | TGS LIVE 2016 〜ハロウィンパーティー！〜                 | Part 1 | 渋谷Glad                              |
| 2016年10月30日              | TGS LIVE 2016 〜ハロウィンパーティー！〜                 | Part 2 | 渋谷Glad                              |
| 2016年11月26日              | TGS LIVE 2016 〜大阪ワンマン① 心斎橋女子流〜             | Part 1 | 大阪MUSE                              |
| 2016年11月26日              | TGS LIVE 2016 〜大阪ワンマン① 心斎橋女子流〜             | Part 2 | 大阪MUSE                              |
| 2016年12月23日              | TGS LIVE 2016 〜クリスマスパーティー〜                   | Part 1 | 新宿Zirco Tokyo                       |
| 2016年12月23日              | TGS LIVE 2016 〜クリスマスパーティー〜                   | Part 2 | 新宿Zirco Tokyo                       |
| 2016年12月30日              | TGS LIVE 2016 LAST 〜大阪ワンマン② 梅田女子流 大忘年会〜 | Part 1 | 梅田クラブクアトロ                    |
| 2016年12月30日              | TGS LIVE 2016 LAST 〜大阪ワンマン② 梅田女子流 大忘年会〜 | Part 2 | 梅田クラブクアトロ                    |
| 2017年01月14日              | -                                                        | TOKYO GIRLS' STYLE × GIRLS BAND ～赤坂屋内音楽堂～                                                              | 赤坂BLITZ                             |
| 2017年01月22日              | -                                                        | TGS LIVE 2017 in 台北                                                                                           | 杰克音樂 (台北)                       |
| 2017年02月12日              | -                                                        | hmv LIVE x Zepp feat. Tokyo Girls' Style                                                                        | hmv kafe (香港)                       |
| 2017年03月05日              | TGS LIVE 2017                                            | TGS LIVE 2017 LIVE HOUSE TOUR 〜Don't give it up〜                                                              | 山梨KAZOO HALL                        |
| 2017年03月11日              | TGS LIVE 2017                                            | TGS LIVE 2017 LIVE HOUSE TOUR 〜Don't give it up〜                                                              | 山形ミュージック昭和Session           |
| 2017年03月12日              | TGS LIVE 2017                                            | TGS LIVE 2017 LIVE HOUSE TOUR 〜Don't give it up〜                                                              | 宮城space Zero                        |
| 2017年03月18日              | TGS LIVE 2017                                            | TGS LIVE 2017 LIVE HOUSE TOUR 〜Don't give it up〜                                                              | 広島セカンドクラッチ                  |
| 2017年03月19日              | TGS LIVE 2017                                            | TGS LIVE 2017 LIVE HOUSE TOUR 〜Don't give it up〜                                                              | 福岡BEAT STATION                      |
| 2017年03月20日              | TGS LIVE 2017                                            | TGS LIVE 2017 LIVE HOUSE TOUR 〜Don't give it up〜                                                              | 阿倍野ROCKTOWN                        |
| 2017年03月25日              | TGS LIVE 2017                                            | TGS LIVE 2017 LIVE HOUSE TOUR 〜Don't give it up〜                                                              | 岐阜club-G                            |
| 2017年03月26日              | TGS LIVE 2017                                            | TGS LIVE 2017 LIVE HOUSE TOUR 〜Don't give it up〜                                                              | 金沢AZ                                |
| 2017年04月09日              | TGS LIVE 2017                                            | TGS LIVE 2017 LIVE HOUSE TOUR 〜Don't give it up〜                                                              | 渋谷Glad                              |
| 2017年05月04日              | -                                                        | TGS LIVE 2017 ～7周年記念LIVE～                                                                                 | ヤマハ銀座スタジオ                    |
| 2017年07月09日              | -                                                        | TGS LIVE 2017 ～第4回じゃんけん大会 優勝県 北海道女子流～                                                       | 札幌Bessie Hall                       |
| 2017年09月02日              | TGS LIVE 2017                                            | TGS LIVE 2017 1都2府6県ツアー ~PERIOD. BEST~                                                                    | 梅田Shangri-La                        |
| 2017年09月03日              | TGS LIVE 2017                                            | TGS LIVE 2017 1都2府6県ツアー ~PERIOD. BEST~                                                                    | 京都 FAN J                            |
| 2017年09月30日              | TGS LIVE 2017                                            | TGS LIVE 2017 1都2府6県ツアー ~PERIOD. BEST~                                                                    | 水戸 Light House                      |
| 2017年10月01日              | TGS LIVE 2017                                            | TGS LIVE 2017 1都2府6県ツアー ~PERIOD. BEST~                                                                    | 横浜 BAYSIS                           |
| 2017年10月07日              | TGS LIVE 2017                                            | TGS LIVE 2017 1都2府6県ツアー ~PERIOD. BEST~                                                                    | 高崎 club FLEEZ                       |
| 2017年10月21日              | TGS LIVE 2017                                            | TGS LIVE 2017 1都2府6県ツアー ~PERIOD. BEST~                                                                    | 柏 PALOOZA                            |
| 2017年10月22日              | TGS LIVE 2017                                            | TGS LIVE 2017 1都2府6県ツアー ~PERIOD. BEST~                                                                    | HEAVEN'S ROCKさいたま新都心VJ-3       |
| 2018年01月13日              | TGS LIVE 2017                                            | TGS LIVE 2017 1都2府6県ツアー ~PERIOD. BEST~                                                                    | 渋谷 Club asia                        |
| 2018年01月14日              | TGS LIVE 2017                                            | TGS LIVE 2017 1都2府6県ツアー ~PERIOD. BEST~                                                                    | 渋谷 Club asia                        |
| 2018年02月18日              | "DISCOGRAPHY" CASE OF TGS （エキシビション公演）         | -TGS00～TGS32-                                                                                                  | マイナビBLITZ赤坂                     |
| 2018年02月18日              | "DISCOGRAPHY" CASE OF TGS （エキシビション公演）         | -TGS33～TGS68-                                                                                                  | マイナビBLITZ赤坂                     |
| 2018年11月23日              | STARTING OVER! "DISCOGRAPHY" CASE OF TGS                 | -TGS00～TGS32-                                                                                                  | マイナビBLITZ赤坂                     |
| 2018年12月01日              | STARTING OVER! "DISCOGRAPHY" CASE OF TGS                 | -TGS33～TGS68-                                                                                                  | マイナビBLITZ赤坂                     |
| 2018年12月30日              | 大阪 大忘年会2018                                        | 1次会 | 梅田クラブクアトロ                    |
| 2018年12月30日              | 大阪 大忘年会2018                                        | 2次会 | 梅田クラブクアトロ                    |
| 2019年02月23日              | -                                                        | TOKYO GIRLS' STYLE "GIGS" at AKASAKA                                                                            | マイナビBLITZ赤坂                     |
| 2019年05月25日              | CONCERT*07                                               | 10年目のはじまり                                                                                                | 中野サンプラザ                        |
| 2019年09月28日              | LIVE HOUSE TOUR 2019                                     | 東京女子流 LIVE HOUSE TOUR 2019 "Birthplace ～それぞれの原点～"                                                 | 仙台CLUB JUNK BOX                     |
| 2019年09月29日              | LIVE HOUSE TOUR 2019                                     | 東京女子流 LIVE HOUSE TOUR 2019 "Birthplace ～それぞれの原点～"                                                 | ミュージック昭和SESSION               |
| 2019年10月05日              | LIVE HOUSE TOUR 2019                                     | 東京女子流 LIVE HOUSE TOUR 2019 "Birthplace ～それぞれの原点～"                                                 | ESAKA MUSE                            |
| 2019年10月06日              | LIVE HOUSE TOUR 2019                                     | 東京女子流 LIVE HOUSE TOUR 2019 "Birthplace ～それぞれの原点～"                                                 | 柏PALOOZA                             |
| 2019年12月28日              | 東京女子流 令和元年最後のワンマンライブ 大忘年会 2019    | in 東京 | Mt.RAINIER HALL 渋谷PLEASURE PLEASURE |
| 2019年12月30日              | 東京女子流 令和元年最後のワンマンライブ 大忘年会 2019    | in 大阪 | 梅田クラブクアトロ                    |
| 2020年02月01日              | GIGS at AKASAKA 〜TOKYO GIRLS' BAND STYLE〜              | 第一夜 | マイナビBLITZ赤坂                     |
| 2020年02月02日              | GIGS at AKASAKA 〜TOKYO GIRLS' BAND STYLE〜              | 第二夜 | マイナビBLITZ赤坂                     |
| 2020年11月28日              | 東京女子流 10th Anniversary Live                         | ～*キミニオクル*～                                                                                              | 渋谷公会堂                            |
| 2022年05月04日              | 東京女子流 12th Anniversary Live *物語の1ページ*         | ～いつまでも光を放つから～                                                                                      | LINE CUBE SHIBUYA                     |
| 2022年05月04日              | 東京女子流 12th Anniversary Live *物語の1ページ*         | ～キミと きっと ずっと～                                                                                        | LINE CUBE SHIBUYA                     |
| 2023年05月03日              | 東京女子流 13th Anniversary Live "5days"                 | 東京わーすた流                                                                                                  | SHIBUYA PLEASURE PLEASURE             |
| 2023年05月04日              | 東京女子流 13th Anniversary Live "5days"                 | Non Stop Live ～KOO流★！～                                                                                      | SHIBUYA PLEASURE PLEASURE             |
| 2023年05月05日              | 東京女子流 13th Anniversary Live "5days"                 | Tetra Girls Story                                                                                               | SHIBUYA PLEASURE PLEASURE             |
| 2023年05月06日              | 東京女子流 13th Anniversary Live "5days"                 | 13th Anniversary 特典会                                                                                         | SHIBUYA PLEASURE PLEASURE             |
| 2023年05月07日              | 東京女子流 13th Anniversary Live "5days"                 | トーキョー フェイキー リュー。 ～THANK Y♡U for ****～                                                           | SHIBUYA PLEASURE PLEASURE             |
| 2024年05月04日              | 東京女子流 14th Anniversary Live                         | ～フォーリンラブな時～                                                                                          | Zepp Shinjuku                         |
| 2025年05月03日              | 東京女子流 15th Anniversary Live                         | ～キセキ☆～ | Zepp Shinjuku                         |
| 2026年03月31日              |                                                          | ラストライブ | Zepp DiverCity                        |

### Limited live
| 公演日         | 公演名                                 | 会場                      |
| -------------- | -------------------------------------- | ------------------------- |
| 2010年07月29日 | 東京女子流 Limited live in summer 2010 | SPACE SHOWER TV THE DINER |
| 2010年08月05日 | 東京女子流 Limited live in summer 2010 | SPACE SHOWER TV THE DINER |
| 2010年08月12日 | 東京女子流 Limited live in summer 2010 | SPACE SHOWER TV THE DINER |
| 2010年08月19日 | 東京女子流 Limited live in summer 2010 | SPACE SHOWER TV THE DINER |
| 2010年08月26日 | 東京女子流 Limited live in summer 2010 | SPACE SHOWER TV THE DINER |
| 2012年01月08日 | 東京女子流 Limited live 2012 〜Again〜 | SPACE SHOWER TV THE DINER |
| 2012年01月09日 | 東京女子流 Limited live 2012 〜Again〜 | SPACE SHOWER TV THE DINER |

### 赤坂BLITZ公演
2014年7月から11月まで月に1度、5か月連続で赤坂BLITZで行われた単独ライブ。1日2公演で、昼公演と夜公演とではライブ内容が全く異なるものとなっていた。昼公演は『TGS Discography』と題して、7月から10月までは東京女子流の1stから4thまでのアルバムの全曲ライブ（TGSナンバー通番外を除く）を、11月はTGSナンバー通番外の楽曲とメンバーソロの楽曲でセットリストが組まれた。夜公演は『HARDBOILED NIGHT』と題し、「ハードボイルド」をテーマとして東京女子流メンバーが主演したショートフィルムの上映とライブパフォーマンスをミックスしたライブを行った。それぞれのライブタイトルはハードボイルド小説にちなんでいる。ショートフィルムの監督は庭月野議啓。この『HARDBOILED NIGHT』では毎回新曲が披露され、この公演に合わせて7インチシングル盤のアナログレコードが発売された。また、全てのライブの模様はテレ朝動画で録画配信され、ライブの裏側やショートフィルムのメイキングなども『女子流♪』（テレ朝動画）で紹介されている。
| 公演日         | 公演名                                                           | 会場      |
| -------------- | ---------------------------------------------------------------- | --------- |
| 2014年07月13日 | TGS Discography in July（1st Album「鼓動の秘密」より）           | 赤坂BLITZ |
| 2014年07月13日 | HARDBOILED NIGHT 第1夜「The Narrows 天使と罪の街」               | 赤坂BLITZ |
| 2014年08月09日 | TGS Discography in August（2nd Album「Limited addiction」より）  | 赤坂BLITZ |
| 2014年08月09日 | HARDBOILED NIGHT 第2夜「The Big Sleep 大いなる眠り」             | 赤坂BLITZ |
| 2014年09月13日 | TGS Discography in September（3rd Album「約束」より）            | 赤坂BLITZ |
| 2014年09月13日 | HARDBOILED NIGHT 第3夜「Devil in a Blue Dress 青いドレスの女」   | 赤坂BLITZ |
| 2014年10月13日 | TGS Discography in October（4th Album「Killing Me Softly」より） | 赤坂BLITZ |
| 2014年10月13日 | HARDBOILED NIGHT 第4夜「Farewell , My Lovely さらば愛しき女よ」  | 赤坂BLITZ |
| 2014年11月09日 | TGS Discography in November（通番外楽曲特集）                    | 赤坂BLITZ |
| 2014年11月09日 | HARDBOILED NIGHT 第5夜「Promised Land 約束の地」                 | 赤坂BLITZ |

### ザ・対バン/ザ・単ドク
2015年1月から3月まで月に1度、3か月連続で行われたライブ。1日2公演で、昼公演は『ザ・対バン』と題し、他のアーティストとの対バンライブを、夜公演は『ザ・単ドク』と題して、東京女子流のワンマンライブが行われた。『ザ・対バン』では対バン相手のアーティストとコラボレーションを行い合同で楽曲を披露した。『ザ・単ドク』では途中でMCや休憩を挟まない「ノンストップライブ」を行った。
| 公演日        | 公演名                                    | 対バン相手                                      | 会場        |
| ------------- | ----------------------------------------- | ----------------------------------------------- | ----------- |
| 2015年1月17日 | ザ・対バン Vol.1（3ヶ月連続シリーズ公演） | SuG                                             | CLUB CITTA' |
| 2015年1月17日 | ザ・単ドク Vol.1（3ヶ月連続シリーズ公演） | -                                               | CLUB CITTA' |
| 2015年2月08日 | ザ・対バン Vol.2（3ヶ月連続シリーズ公演） | LIFriends                                       | 赤坂BLITZ   |
| 2015年2月08日 | ザ・単ドク Vol.2（3ヶ月連続シリーズ公演） | -                                               | 赤坂BLITZ   |
| 2015年3月01日 | ザ・対バン Vol.3（3ヶ月連続シリーズ公演） | チャラン・ポ・ランタン （カンカンバルカン編成） | Zepp Tokyo  |
| 2015年3月01日 | ザ・単ドク Vol.3（3ヶ月連続シリーズ公演） | -                                               | Zepp Tokyo  |

### イベント
2010年
- 3月27日、東京国際アニメフェア2010（東京ビッグサイト） - エンディング・テーマを歌う『はなかっぱ』のステージに出演
- 5月2日、クリーン&グリーン ニッポン放送THEラジオパーク in 日比谷（日比谷公園） - ラジオ番組『サンデーかしましラジオ』にトーク出演
- 5月5日、Girls Pop Next 2nd.（よしもとプリンスシアター） - Pigoo HDの開局カウントダウン企画ライブ[117]
- 5月16日、サイクリッシュライフ（神宮外苑絵画館前広場）※自転車協会主催
- 5月29日、山中湖ロードレース30周年記念大会前夜祭（山中湖中学校）
- 8月6日、セントラル・リーグ公式戦始球式（横浜スタジアム） - 横浜ベイスターズ対東京ヤクルトスワローズ
- 8月8日、TOKYO IDOL FESTIVAL 2010 @Shinagawa（品川） - DVD[注 28] にライブ映像が収録されている。
- 8月11日、汐留博覧会2010（汐留シオサイト） - 2回公演
- 8月28日、京急百貨店・イセ食品Presents 東京女子流ライブ 〜頑張れ！横浜ベイスターズ〜（ウイング上大岡） - ベイスターズたまごの宣伝
- 8月29日、にっぽんど真ん中祭り（名古屋久屋大通公園会場）
- 10月3日、SUNDAY IN THE PARK Special Going☆Highway2010 in 談合坂（談合坂サービスエリア） - FM FUJIの番組公開生放送
- 10月31日、Baby Loves Disco JAPAN, Vol.13 ハロウィーン・ナイト・フィーバー!（スペース オー）
- 11月14日、MINAMI WHEEL 2010（OSAKA RUIDO）
- 11月14日、AMEMURAN DREAM PROJECT 2010（御津公園）
- 11月23日、（有）申し訳AFTERNOON@西麻布〜LEGEND オブ FILE MIX RELEASE PARTY!!!〜（西麻布 eleven）
- 11月24日、Hellosmile Live 2010（JCBホール） - 子宮頸がん予防啓発プロジェクト[118] によるスペシャルライブ参加[119]
- 12月28日、下北FMアイドル祭り Vol.2 〜年忘れ2010 でも大蔵のこと忘れないでね♪〜（下北沢 ライブホール GARDEN） - 2回公演

2011年
- 1月9日、横浜市消防局2011年出初式（横浜赤レンガイベント広場） - ミニライブ、消防ユニフォームのファッションショーに出演[120]
- 1月29日、オンタマカーニバル2011（横浜アリーナ2ndステージ）
- 2月27日、静岡ホビーフェアPRステージミニライブ（ホビーフェア特設ステージ）
- 5月21日、アイドル・フェスティバル in ヒビヤ（日比谷野外音楽堂）[121]
- 6月5日、GIRLS POP FESTIVAL in KINTETSU（近鉄アート館）
- 7月22日、下北FMアイドル祭り Vol.3（下北沢 ライブホール GARDEN） - 2回公演
- 8月3日、TOKYO TOP KIDS COLLECTION A/W 2011（国立代々木競技場第二体育館）[122]
- 8月27日・28日、TOKYO IDOL FESTIVAL 2011 Eco & Smile（お台場特設会場〈フジテレビ湾岸スタジオ〉） - 26日の前夜祭にも出演[123]
- 10月1日・2日、SUPER GT in Kyushu（オートポリス）
- 11月26日、アイドル横丁祭!!（渋谷公会堂）[124]
- 12月26日、The PLANET Opening Party Vol.37 NIIGATA IDOL SUMMIT vol.2（新潟The PLANET）※小桃音まい、バニラビーンズとのコラボレーションあり[125]
- 12月26日、ニッポンのアイドル宣言!（新宿BLAZE）[126]

2012年
- 1月20日、2.5D × WWW presents「WONDERNET」（渋谷WWW）
- 2月6日、Girl's Revue -ガールズレヴュー-（ベルサール秋葉原）※BSスカパー!の番組「PigooHD presents Girl's Revue 2012 supported by スカパー!」としても放送された。
- 2月18日、YATSUI FESTIVAL（Shibuya duo MUSIC EXCHANGE）
- 2月28日、TOWER RECORDS Presents Pop'n アイドル（Zepp Tokyo）
- 6月25日、指原莉乃プロデュース『第一回ゆび祭り〜アイドル臨時総会〜』（日本武道館）
- 7月28日、SAYスマートサウンドキャラバン in 山形（新庄市新庄駅前ふれあい広場「アビエス」）
- 8月4日・5日、TOKYO IDOL FESTIVAL 2012（お台場特設会場）
- 8月15日、日本縦断アイドル乱舞2012（大阪umeda AKASO）ゲスト出演
- 8月23日、日本縦断アイドル乱舞2012（東京SHIBUYA-AX）ゲスト出演
- 8月27日、お台場合衆国2012めざましライブ（お台場）
- 9月16日、ネ申ing EXPOP（万博記念公園）
- 9月22日、サンシャインシティ×新星堂 i-pop フェスティバル アニバーサリー スペシャルライブ（池袋サンシャインシティ・アルパ）
- 9月23日、IDOL☆J@M in 東京ゲームショウ（幕張メッセ・GREEブース）[127]
- 9月29日・30日、SUPER GT in Kyushu（オートポリス）
- 10月5日・6日、Japan Travel Fair 2012（シンガポール・Takashimaya Square）[62] - 日本国外での初めてのライブ。
- 10月7日、埼玉工業大学「秋桜祭」（埼玉工業大学）[128] - このライブの模様はNACK5で「埼玉工業大学 presents 〜IDOL SHOWCASE〜 i-BAN!! SPECIAL」として生放送された。
- 11月2日、日本大学経済学部「三崎祭」（日本大学経済学部 大講堂） - 山邊未夢は体調不良により不参加[129]。
- 11月18日、Sound lab mole 6th anniversary（札幌sound lab mole）
- 12月9日、GARAGEのKOIDEさんNIGHT 4〜Limited Direction〜（HEAVEN'S ROCK さいたま新都心 VJ-3） - Base Ball Bearとの対バンライブ。小出祐介作詞・作曲による新曲（TGS32）を2013年にリリースすることが発表された。
- 12月28日 - 29日、TBS RADIO presents（有）申し訳ないとSP＠代官山UNIT（代官山UNIT） - 「早朝アイドル」として登場

2013年
- 3月15日、日本縦断アイドル乱舞2013（北海道・札幌PENNY LANE 24）
- 3月20日、日本縦断アイドル乱舞2013（大阪・梅田AKASO）
- 3月22日、日本縦断アイドル乱舞2013（広島・広島クラブクアトロ）
- 3月23日、日本縦断アイドル乱舞2013（福岡・福岡DRUM Be-1）
- 3月25日、日本縦断アイドル乱舞2013（愛知・名古屋クラブクアトロ）
- 3月27日、日本縦断アイドル乱舞2013（仙台・darwin）
- 3月30日、日本縦断アイドル乱舞2013（東京・SHIBUYA-AX）
- 3月17日、J Series Festival（タイ・サイアムパワライ・ロイアルグランドシアター） - 日本のドラマ作品を紹介するイベントにゲスト出演
- 3月29日、春のPON!祭り（汐留スペシャルステージ）
- 5月11日、ローソンエンタラン6時間リレーマラソン（横浜国際総合競技場） - ライブ参加
- 6月22日、YATSUI FESTIVAL 2013（渋谷）
- 7月27日・28日、東京アイドルフェスティバル 2013（お台場特設会場）
- 8月24日、DINO SONIC KATSUYAMA SUMMER FES 2013 -GIRLS FESTIVAL-（勝山市民会館）
- 8月31日、白神音祭（八峰町御所の台ふれあいパーク）
- 9月21日、北海道日本ハムファイターズ「ファイターズフェア」（札幌ドーム）
- 10月20日、グリコ カプリコチャンネル「カプリコクイーン決定戦!!!2013」第2回（ニコファーレ）
- 11月24日、ANIMAX MUSIX 2013（横浜アリーナ）
- 12月15日、カプリコクイーン決定戦!!!2013 スペシャルライブ（ニコファーレ）
- 12月29日、COUNTDOWN JAPAN 13/14（幕張メッセ国際展示場）

2014年
- 1月5日、Village Vanguard Presents 新春!モエソニック 2014（Zepp Nagoya）[130] - しゃちほこボーイズキャップを被って出演。
- 1月18日、KAWAII POP FES by@JAM in台湾（台湾・河岸留言 (RIVERSIDE LIVE HOUSE)）
- 2月6日、フリージアとショコラ×『LIVEアイドル図鑑』前夜祭（TSUTAYA O-EAST）
- 2月9日、LUCKY TRIPPER Presents Happy Jam in Osaka vol.11 （関西テレビ・なんでもアリーナ）
- 2月11日、SHIGA IDOL COLLECTION 〜2014冬の陣〜（栗東芸術文化会館SAKIRA（さきら）大ホール）
- 2月16日、@JAM the Field vol.5（恵比寿LIQUIDROOM）
- 3月6日、白神音祭 -RELOADED-（秋田県民会館）[131]
- 4月24日、DOUBLE COLOR session1（新宿BLAZE）[132] - アップアップガールズ（仮）との対バンライブ。
- 4月27日、LIVE GiRL POP Vol.3 〜flowery〜（中野サンプラザ）[133]
- 5月10日、KAWAii!! NiPPON EXPO 2014（幕張メッセ）[134]
- 6月21日、YATSUI FESTIVAL 2014（渋谷duo MUSIC EXCHANGE）
- 6月22日、Sapporo-GirlsLink Special 2014（札幌芸術の森野外ステージ）
- 6月28日、KAWAII POP FES by@JAM vol.3 香港2014（香港・MUSIC ZONE）
- 7月19日・20日、J-POP SUMMIT FESTIVAL 2014（サンフランシスコ）
- 7月27日、SALONKITTY the 20th anniversary "IDLE GOSSIP" Vol.1（松山キティホール） - 第1部：ひめキュンフルーツ缶ワンマンライブ、第2部：東京女子流ワンマンライブ、第3部：ひめキュンフルーツ缶×東京女子流ツーマンライブの3部構成。
- 8月2日・3日、東京アイドルフェスティバル 2014（お台場特設会場）
- 8月4日、テレ朝夏祭り SUMMER STATION 音楽ライブ（六本木ヒルズアリーナ）
- 8月10日、ROCK IN JAPAN FESTIVAL 2014（国営ひたち海浜公園）
- 8月23日、ダイノソニック〜2014北陸アイドルフェスin KATSUYAMA〜（勝山市民会館）
- 8月31日、@JAM EXPO 2014（横浜アリーナ）
- 9月6日、開局39周年記念「KHBまつり」〜みんなにサンキュー!!!!!〜（仙台市勾当台公園）
- 9月20日、FamilyMart ASIA COLLECTION SPOT LIGHT LIVE in VIETNAM（ホーチミン市・グーイェン ドゥ スタジアム）
- 10月11日、FamilyMart ASIA COLLECTION BIG STAGE 2014（バンコク・セントラルプラザ・ラープラオ）
- 10月19日、第46回桐和祭（目白大学新宿キャンパス）
- 10月28日、J-GIRL POP WAVE（新宿ReNY）
- 11月1日、第48回長野大学祭（長野大学）
- 11月2日・3日、『IDOL BEACH!!!』powered by アイドル横丁祭!!（波の上ビーチ・うみそら公園）
- 11月8日、TOKYO TEMPURA STYLE supported by アイドル横丁（新宿BLAZE） - TEMPURA KIDZとの対バンライブ。
- 11月22日・23日、SUPER GIRLS EXPO 最強美少女博覧会（台北市・松高路平面停車場）
- 11月24日、@JAM the Field vol.6（六本木ブルーシアター）
- 12月18日、バニラビーンズワンマンライブ（恵比寿LIQUIDROOM） - ゲスト出演。
- 12月23日、ボウリングと音の戯れ #トバボ TOKYO BOUNCE BOWL（笹塚ボウル） - 来場者とボウリング対決も行った。
- 12月30日、2014年を終えて決意表明LIVE（BIG CAT）
- 12月30日、大阪忘年会LIVE 2014（BIG CAT）

2015年
- 1月6日 - 3月18日、東京女子流『TGS アコースティック』（隔週火曜日（全6回）、AKIBAカルチャーズ劇場） - アコースティック・ギター演奏は福原将宜。
- 1月10日、TOKYO AUTO SALON 2015 with NAPAC avex special LIVE（幕張メッセ）
- 1月11日、アイドル甲子園 in 広島クアトロ（HIROSHIMA CLUB QUATTRO）
- 1月24日、KAWAII POP FES by @JAM×J-GIRL POP WAVE vol.4 in 台湾 2015（台北市・THE WALL公館）
- 2月22日、J-GIRL POP WAVE -LIVE 20150222-（Zeppブルーシアター六本木）
- 6月28日、@JAM in上海 2015（上海・浅水湾文化芸術センター）
- 7月10日 - 12日、HYPER JAPAN FESTIVAL（ロンドン）
- 7月17日、J-GIRL POP WAVE @あるあるCity（あるあるYY劇場）
- 7月20日、音霊 OTODAMA SEA STUDIO 2015 GIRLS ON THE BEACH（音霊 OTODAMA SEA STUDIO）
- 8月1日、a-nation island "pulse-ZERO" Awake! 2015 （国立代々木競技場第一体育館）
- 8月8日 - 9日、第16回台湾漫画博覧会
- 8月15日、東京女子流×Tiny Minim （台北市・杰克音樂）
- 8月15日、IDOLidge Carnival in TAIPEI （台北市・杰克音樂）
- 8月28日、学生祭2015 （練馬文化センター大ホール）
- 8月30日、J-GIRL POP WAVE -LIVE 2015 SUMMER-（Zepp Tokyo）
- 10月24日、GirlsAward 2015 AUTUMN / WINTER （国立代々木競技場第一体育館）
- 11月29日、LOUNGE NEO 13th Anniversary "家 -Yeah-"（LOUNGE NEO）
- 12月23日、FM-FUJI SOUND FOREST X'mas live 2015 （渋谷WWW）

2016年
- 1月15日、TOKYO AUTO SALON 2016 『A-class LIVE』（幕張メッセ）
- 1月30日、アーバンドック ららぽーと豊洲 presents『SeaSide Fes Next '16〜WINTER〜』（アーバンドック ららぽーと豊洲）
- 2月14日、POP! POP! POP!（代官山UNIT）
- 2月27日、☆Girly Party（渋谷 Glad）
- 3月25日、☆Girly Party（morph-tokyo）
- 3月29日、夢アド春の3番勝負 〜Road to Zepp DiverCity〜（下北沢GARDEN） - 夢みるアドレセンスとの対バンライブ。
- 3月30日、ANISON HISTORY JAPAN!（NHKホール）
- 4月22日 - 24日 Thailand Comic Con 2016（タイ・バンコク）
- 6月4日、@JAM in 上海 2016（上海浅水湾文化芸術センター Q HALL）
- 6月5日、JCIS 上海 2016（上海浅水湾文化芸術センター Q HALL）
- 9月24日 - 25日、@JAM×ナタリー EXPO 2016（幕張メッセ）
- 10月8日、肉の祭典た～んとほおバルフェスタinひがしね（山形県ひがしね）
- 10月10日、KRYギュッ！と恋する★オンガクFES 2016（スターピアくだまつ 大ホール）
- 12月4日、申し訳ナイト20周年記念、早朝ライブ（代官山UNIT）
- 12月18日、申し訳AFTERNOON20周年記念（代官山UNIT）

2017年
- 1月21日 、IDOLidge Carnival in TAIPEI（台北市・杰克音樂）
- 2月11日 、@JAM x TALE in HongKong 2017（香港・MUSIC ZONE）
- 2月18日 、SWEETS PARADISE presents AMG学園バレンタインでSHOW！（恵比寿ガーデンホール）
- 2月25日 、☆GIRLY PARTY（dining＆bar KITSUNE）
- 5月27日 、2017 tvk 秋じゃないけど 収穫祭 ～ジモトONEダフルまつり～ （横浜公園）
- 6月18日 、YATSUI FESTIVAL！ 2017
- 7月15日、@JAM in 上海 2017（万代南夢宮上海文化センター　夢想劇場）
- 8月5日・6日、TOKYO IDOL FESTIVAL 2017（お台場特設会場）
- 8月6日、 しがこうげんアイドルフェスティバル（味の素スタジアム 隣接エリア「ヤジスタ」）
- 8月26日・27日、@JAM EXPO 2017（横浜アリーナ）
- 9月17日、た～んとほうバルフェスタ in ひがしね 2017（山形県東根市市民体育館駐車場　ほおバル特設会場）
- 9月25日、ASCIIアイドル倶楽部定期公演Vol.5（AKIBAカルチャーズ劇場）
- 10月14日、IDOL DIVERSITY 2017 Powered by No Maps（Zepp Sapporo）
- 10月15日、MAWA LOOP2017 supported by タワーレコード（大阪BIGCAT）
- 10月28日、音楽摩天楼 - ONGAKU MATENRO 渋谷音楽円盤摩天楼（TOWER RECORDS SHIBUYA）
- 11月3日、東海大学建学祭 ｢体育会実行委員会が今年も仕掛ける！～avexネクストジェネレーションパーク｣（東海大学湘南校舎2号館）
- 11月18日、ゲキモリかよ！ supported by 東海アイドル万博（名古屋ReNY limited）
- 11月23日、amiinA presents「WonderTraveller!!! act.6」（渋谷CLUB QUATTRO）
- 11月23日、ミュージック☆エクスプレスplus AUTUMN FESTA2017（渋谷WOMB）
- 12月15日、サ上とロ吉presentsクリスマスイベント「サ上とロ吉とセイヤ！セイヤ！セイヤ！」（新宿BLAZE）
- 12月23日、東京アイドル劇場プレミアム「東京女子流」クリスマス公演（品川グランドホール）
- 12月31日、西日本アイドルフェスティバル（NIF）2017 ～西のほうでなんかゴチャゴチャやってます!! ～（グランキューブ大阪）

2018年
- 2月24日、NATSUMATSURI 2018（ペルー・AELU）
- 3月10日・11日、@JAM x TALE in HongKong 2018（香港・MUSIC ZONE）
- 4月1日、東海アイドル万博2018（名古屋DIAMOND HALL）
- 4月8日、カウントアップチャージライブ!!～IDOL エンタメTOPICS 2018～（Zepp DiverCity）
- 5月12日、CITTA IDOL FORCE 30th Anniversary（川崎CLUB CITTA'）
- 5月13日、TOKYO IDOL LIVE Vol.45「フジさんのヨコSP・13回目！」（フジさんのヨコ）
- 5月27日、TOTSU凸＝とつフェス2018＝（明治学院大横浜キャンパス）
- 5月30日、ASCIIアイドル倶楽部定期公演 Vol.13（AKIBAカルチャーズ劇場）
- 6月3日、H.I.P. presents　GIG TAKAHASHI 2018 vol.2（渋谷WWWX）
- 6月5日、T-Palette Records Presents [Live]meets palette 201806（恵比寿リキッドルーム）
- 6月16日、PASSPO☆歌って踊って奏でる対バンツアー 東京公演（東京キネマ倶楽部）
- 7月21日・22日、SEKIGAHARA IDOL WARS 2018 ～関ケ原唄姫合戦～（桃配運動公園）
- 8月3日 - 5日、TOKYO IDOL FESTIVAL 2018（お台場特設会場）
- 8月18日、SUMMER SONIC×TOKYO IDOL FESTIVAL（幕張メッセ）
- 8月23日、fight!2018 [エイベックス・マネジメント学園presents Happy Summer Music Day]（お台場プロムナード広場）
- 8月25日、@JAM EXPO 2018（横浜アリーナ）
- 9月8日、東京女子流×たこやきレインボー ツーマンライブ（Mt.RAINIER HALL 渋谷PLEASURE PLEASURE）
- 9月22日、アイドルジェネレーション vol.54 ～September Symphonies～ in Zepp Tokyo（Zepp Tokyo）
- 9月23日、東京女子流×まなみのりさ ツーマンライブ（Mt.RAINIER HALL 渋谷PLEASURE PLEASURE）
- 10月7日、T-Palette Records Presents バニラビーンズに感謝祭～Final Innocence～（新宿ReNY）
- 10月27日、@JAM the Field vol.14（恵比寿リキッドルーム）
- 11月1日、MARQUEE（マーキー）祭 Vol.21（渋谷TSUTAYA O-EAST）
- 11月3日、和洋女子大学「里見祭」（和洋女子大学）
- 11月11日、東京女子流×ときめき♡宣伝部 ツーマンライブ（Mt.RAINIER HALL 渋谷PLEASURE PLEASURE）
- 12月24日、「ももいろクリスマス2018」サテライトパーク"堀アキラ"（さいたまスーパーアリーナ コミュニティアリーナ）
- 12月31日、第2回ももいろ歌合戦（パシフィコ横浜）

2019年
- 2月17日、出張！六本木アイドルフェスティバルin渋谷（渋谷TSUTAYA O-EAST）
- 2月24日、FMヨコハママラソン2019（横浜赤レンガ倉庫）
- 3月7日、ONEPIXCEL Respect Tour 2019 ～勉強させていただきます～（代官山UNIT）
- 3月9日、IDORISE!! FESTIVAL 2019-DAY-（渋谷TSUTAYA O-EAST）
- 3月16日、～パクス "３周年" プエラ～（仙台Rensa）
- 3月21日 - 24日、IDOL RAVE FACTORY～LIVE 2019 in Spring～（Mt.RAINIER HALL 渋谷PLEASURE PLEASURE）
- 3月31日、Anime Rave Festival VOL.4（SOUND MUSEUM VISION渋谷）
- 5月5日、東京女子流 SPECIAL FREE LIVE 『16回光るよ』at ラクーア（東京ドームシティ ラクーアガーデンステージ）[135]
- 6月1日、東京海洋大学 第59回海王祭（東京海洋大学 越中島キャンパス）
- 6月16日、YATSUI FESTIVAL! 2019（渋谷SOUND MUSEUM VISION）[136]
- 7月6日、ときめき♡宣伝部「ときめく♡すぺしゃるフリーライブ」 at ラクーア（東京ドームシティ ラクーアガーデンステージ）[137]
- 7月20日、MAWA LOOP EXTRA2019 supported by FM OH!（なんばHatch）
- 7月28日、六本木アイドルフェスティバル2019 (六本木ヒルズアリーナ)
- 8月2日 - 4日、TOKYO IDOL FESTIVAL 2019（お台場特設会場）
- 8月13日、東海アイドル万博2019 (Zepp Nagoya)
- 8月22日、〈Special Live〉Nobuyuki Shimizu Presents 【東京女子流/ さんみゅ～/CHICA#TETSU (from BEYOOOOONDS : ハロー!プロジェクト)】（eplus LIVING ROOM CAFE & DINING）
- 8月24日、@JAM EXPO 2019（横浜アリーナ）
- 8月29日、第5回ナカGフェス（新宿ReNY）
- 12月31日、第3回ももいろ歌合戦（横浜アリーナ）

## 出演
個人の活動については、それぞれの項を参照のこと。

### 映画
- 5つ数えれば君の夢（2014年3月8日公開）
- 学校の怪談 呪いの言霊（2014年5月23日公開）

### テレビドラマ
- スマホラー劇場「悪魔召喚」（2014年3月31日、BS-TBS）
- 東京女子流 神様からの宿題♪（2015年3月28日、BSジャパン）[138]

### その他のテレビ番組
- MUSIC JAPAN（2010年5月30日、NHK総合）
- サタテン（2010年10月8日、NHK名古屋放送局）
- ミューサタ（2010年10月29日、フジテレビ）
- 美少女アイドル大集合〜かわいさ余ってOTOME100倍！（2010年12月3日深夜、ABCテレビ）
- ハッピーMusic（2011年1月21日・11月25日、日本テレビ系）
- 音楽特集〜東京女子流（2011年3月19日、スカパー!エンタ!371、PigooHD）
- ライブB♪（2011年12月20日、TBS）
- 音龍門（2012年2月13日・20日、2013年1月9日・16日、日本テレビ系）
- 超ロボット生命体 トランスフォーマー プライム（2012年4月7日 - 2013年3月30日、テレビ愛知（テレビ東京系））おまけコーナーでトランスフォーマー部としてレギュラー出演。
- ミュージャック（2012年5月25日、関西テレビ）
- 東京女子流 5・20日比谷野外音楽堂 密着スペシャル（2012年6月8日、スペースシャワーTVプラス） - 同年8月24日にはDX editionが放送された。
- 東京女子流スレスレTV!（2013年1月20日 - 6月23日、BSフジ） - 毎月第3日曜日放送。
- IDOL REVUE MUSiC×iD by スペースシャワーTV プラス（2013年6月5日・2014年2月5日、BSスカパー!）
- MUSiC×iD Plus+（2013年6月14日・2014年2月14日、スペースシャワーTVプラス） - BSスカパー!版とは別編成・別楽曲[139]。
- ミュージックドラゴン（2013年9月27日、2014年2月7日・5月9日、2015年3月13日、日本テレビ系）
- 東北Zスペシャル 白神音祭（2014年4月11日、NHK総合（東北地方）・制作：NHK秋田放送局）[140] - 同年6月15日にはNHK BSプレミアムでも放送[131]。
- 東京女子流 2014（2014年7月30日、スペースシャワーTVプラス）[141]
- AKIBAカルチャーズ劇場生放送 （2015年1月6日 - 3月18日（隔週火曜日）全6回、アイドル専門チャンネルPigoo） - 『東京女子流 TGS アコースティック』の模様を生中継。
- 我愛偶像 Idols of Asia （2015年9月17日（台湾標準時）、MTV Taiwan）[142][143]
- 東京女子流の1/2成人式◇WOWOW PLUS MUSIC -深夜1時の音楽タイム-（2020年1月24日 - 3月6日、歌謡ポップスチャンネル）

### ラジオ
- RADIO LIVE CAFE La Donna（2011年1月16日 - 3月、bayfm） - 月1回レギュラー、原宿La Donnaで公開収録
- 東京女子流のアスタラジオ*（2011年4月7日 - 2018年3月28日、エフエム富士） - 『Slash&Burn』木曜日に内包[注 29]。
  - 2015年3月24日までは『GIRLS♥GIRLS♥GIRLS=FULL BOOST=』枠で放送されていた。
  - レギュラー化に先立ち、同番組関連の公開収録ライブイベント（2011年2月12日、duo MUSIC EXCHANGE）にも出演、特別番組として放送される（同年3月5日）。
  - 同イベントには第2回（2011年7月30日）、第8回（2014年7月22日）、第10回（2015年2月11日）にも出演している。
  - 第8回に出演した際は会場のduo MUSIC EXCHANGEより生ライブを含む公開生放送を行った。
  - 2014年4月16日放送分から生放送に移行。またUstreamでの同時生配信も開始[144]。
  - 2014年5月と7月から12月まで月に1度の合計7回、渋谷パルコPart1にある2.5Dから公開生放送を行った[145]。
- Rookies内コーナーKINAKOの部屋〜アイドル玉手箱〜（2011年9月21日 - 2012年3月21日、エフエム滋賀）水曜コーナー隔週レギュラー（小西・中江のみ出演）
- 東京女子流〜ひめスタ*〜 （2012年4月1日 - 2013年3月31日、NACK5）(タイトルのとおり新井（ひとみ）・庄司（芽生）のみの出演だが、不定期でメンバー全員が登場する時もある)
- 東京女子流 MMちゃんねる*（2013年4月4日 - 2014年3月26日、NACK5）「ひめスタ」の路線を枠移動の上継承。降板する新井に代わり山邊未夢が参加（庄司は残留）
- 東京女子流*スクールラジオ（2013年4月21日 - 2015年6月20日、ラジオNIKKEI） - 毎月第3土曜日放送[注 30]

### ネット配信
ライブなどを含め、定期的、あるいはゲリラ的に『東京女子流 TGS UST.TV』でustream配信をしている。
- アイドルニコ電★東京女子流とニコニコ電話♪（2011年1月28日、ニコニコ生放送） - TGS04「鼓動の秘密」（YMCK Remix Ver.）のドット絵PVを初公開。同年5月2日にも出演。
- Top Yell TV（2012年1月6日、ニコニコ生放送） - 竹書房の月刊誌『Top Yell』と連動した番組。
- 東京女子流「Rock you!」@日比谷野外大音楽堂ライブスペシャル（2012年5月22日、2.5D）[147]
- 2.5D×TGS PROJECT 第三弾 『LolitA☆Strawberry in summer』PV完成披露発表会！（2012年9月21日、2.5D） - 2.5Dのリニューアルオープン後の杮落とし番組。
- 女子流♪[148]（2014年4月17日 - 2016年9月30日、テレ朝動画） - 毎週木曜日夕方更新。
- 東京女子流「4th JAPAN TOUR 2014」@日比谷野外大音楽堂ライブスペシャル（2014年6月20日、2.5D）[141]
- 你好！東京女子流（ニーハオ・ドンジンニューズーリョウ）（2015年4月21日 - 2016年4月26日、SHOWROOM） - 毎週火曜日配信。

### ゲーム
- IDOL☆J@M （2012年8月31日 - 2014年1月20日[149]、フジテレビ・GREE）[150] アイドル育成SNSカードゲーム

### ミュージック・ビデオ
- R5「フォーゲット・アバウト・ユー」 - 歌詞ビデオ[151][152]

## 書籍

### 写真集
- 君とボクが見た空（2011年10月22日、エンターブレイン、撮影・高松徹） ISBN 978-4047276079
- 東京女子流×2.5D コラボレートフォトブック「ANOTHER GIRL」（撮影・オノツトム、メンバーイラスト・ちゃもーい）[153]
- 東京女子流フォトブック*永遠（2013年6月15日、エムオン・エンタテインメント、撮影・細居幸次郎） ISBN 978-4789735759
- 東京女子流写真集 5つ数えれば君の夢（2014年2月28日、PARCO出版、撮影・イソベマサミ） ISBN 978-4865060621
- 東京女子流 Official Photo Book（2023年2月25日、G-STYLE、撮影・小野寺廣信） ISBN 978-4862563644

### 雑誌連載
- CD&DLでーた（2010年10月号 - ）「女子談話（ガ〜ルズト〜ク）」→「Tokyo Real Style」
- MC（ミューズクリップ、音楽情報フリーペーパー）（2010年9月25日号 - 2014年4月10日号）「東京女子流の共同生活日記」
- mu-mo Magazine（モバイル音楽雑誌）（2010年10月 - 12月）「東京女子流 my favorite style」

### カレンダー
- 東京女子流 2013年カレンダー（2012年10月17日、ハゴロモ） ASIN B008WZKNPM
- 東京女子流 2014年カレンダー（2013年10月9日、ハゴロモ） ASIN B00EL708IW
- 東京女子流 2015年カレンダー（2014年11月5日、ハゴロモ） ASIN B00N09YWI4